# Дзвіниця Софійського собору
Дзвіни́ця Софі́йського собо́ру — дзвіниця собору святої Софії у Києві, пам'ятка української архітектури в стилі українського (козацького) бароко. Є одним з українських національних символів та символів міста Києва.
Дзвіниця Софійського собору розташована на території Національного заповідника «Софія Київська».
Збудована в 1699–1706 роках коштом гетьмана Івана Мазепи. Значно перебудовувалась у 1744–1748 роках за проєктом Йогана Шеделя, у 1851–1852 роках за проєктом єпархіального архітектора Павла Спарро надбудовано четвертий ярус. Вертикальна домінанта Верхнього міста. Складова частина Національного заповідника «Софія Київська».
Спочатку дзвіниця мала три яруси, а в 1744–1748 роках її реконструювали за проєктом архітектора Йоганна-Готфріда Шеделя. 
У 1851–1852 роках споруда отримала четвертий, найвищий ярус, спроєктований архітектором Павлом Спарро, що додало дзвіниці сучасної висоти — 76 метрів.
Занесена до переліку Світової спадщини ЮНЕСКО під № 527 (в комплексі монастирських споруд Собору Святої Софії). Є пам'яткою культурної спадщини національного значення, охоронний номер № 1/2.
Висота дзвіниці — 76 метрів.

## Архітектура

##### Опис

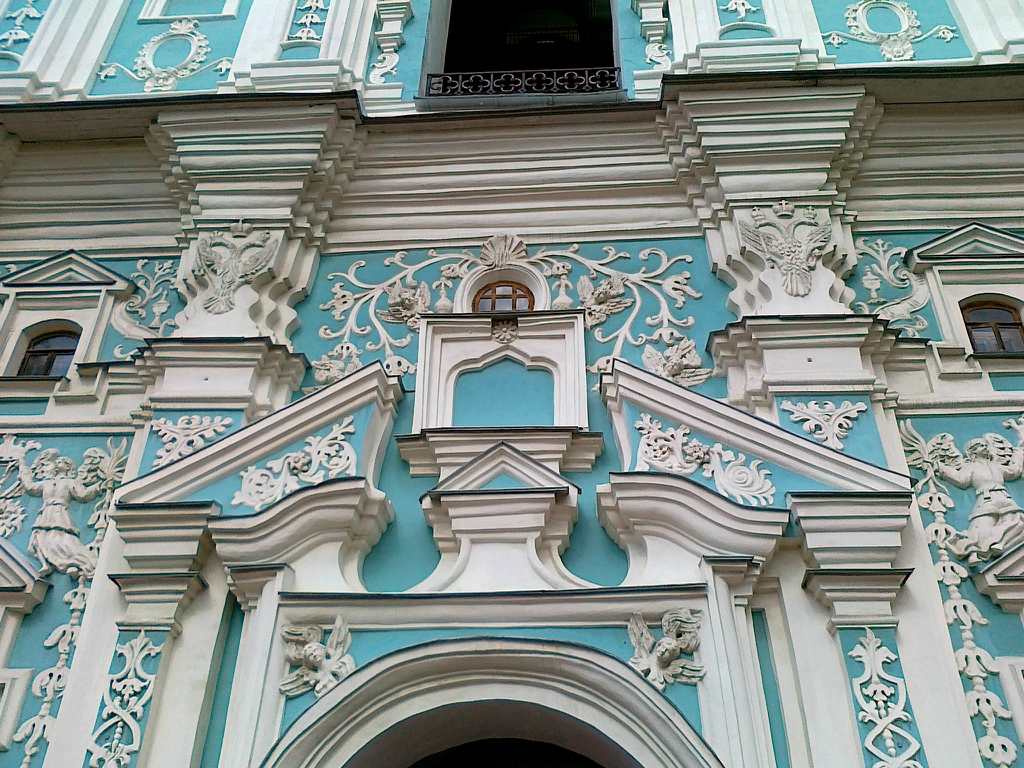
Декор зовнішньої стіни західного фасаду над проїздом

Дзвіниця Софійського собору належить до баштового типу споруд, чотириярусна. Основа в плані розміром 20 на 14 метрів. Висота становить 76 м. У напрямі із заходу на схід крізь дзвіницю проходить проїзд. Перший ярус складається з перехресних стін завтовшки 1,5—2 м, що сходяться під прямими кутами. Він служить опорою для вищих ярусів, товщина стін яких менша — імовірно, для зменшення навантаження на перший. У першого ярусу за перекриття служать циліндрові склепіння, три верхні яруси не мають міжповерхових перекриттів. Вони являють собою башту, що складається із чотирьох кутових пілонів, сполучених по периметру в зоні стикування ярусів.

##### Композиція
Від первісної споруди, зведеної у 1699–1706 роках, до нашого часу збереглися лише перший та частина другого ярусу. Попри це, архітектура й декор дзвіниці витримані в одному стилі, тож сприймаються як єдине ціле. Два нижні яруси в плані чотирикутні, два верхні — восьмикутні. Над ними височіє грушоподібна баня, вкрита позолотою та увінчана маківкою з хрестом.
Чотири архітектурні об'єми ярусів поступово звужуються догори та увінчуються банею, що надає будівлі пірамідальної композиції та підкреслює її парадність. Ярусність композиції позначено карнизами складного профілю, по вертикалі поверхні всіх стін розчленовано пласкими пілястрами, між якими розташовано декоровані ніші. Три верхні яруси відкриті назовними арками. Над проїздом на першому поверсі влаштоване закрите приміщення-сховище, куди ведуть ґвинтові сходи в товщі стіни з північної сторони проїзду.

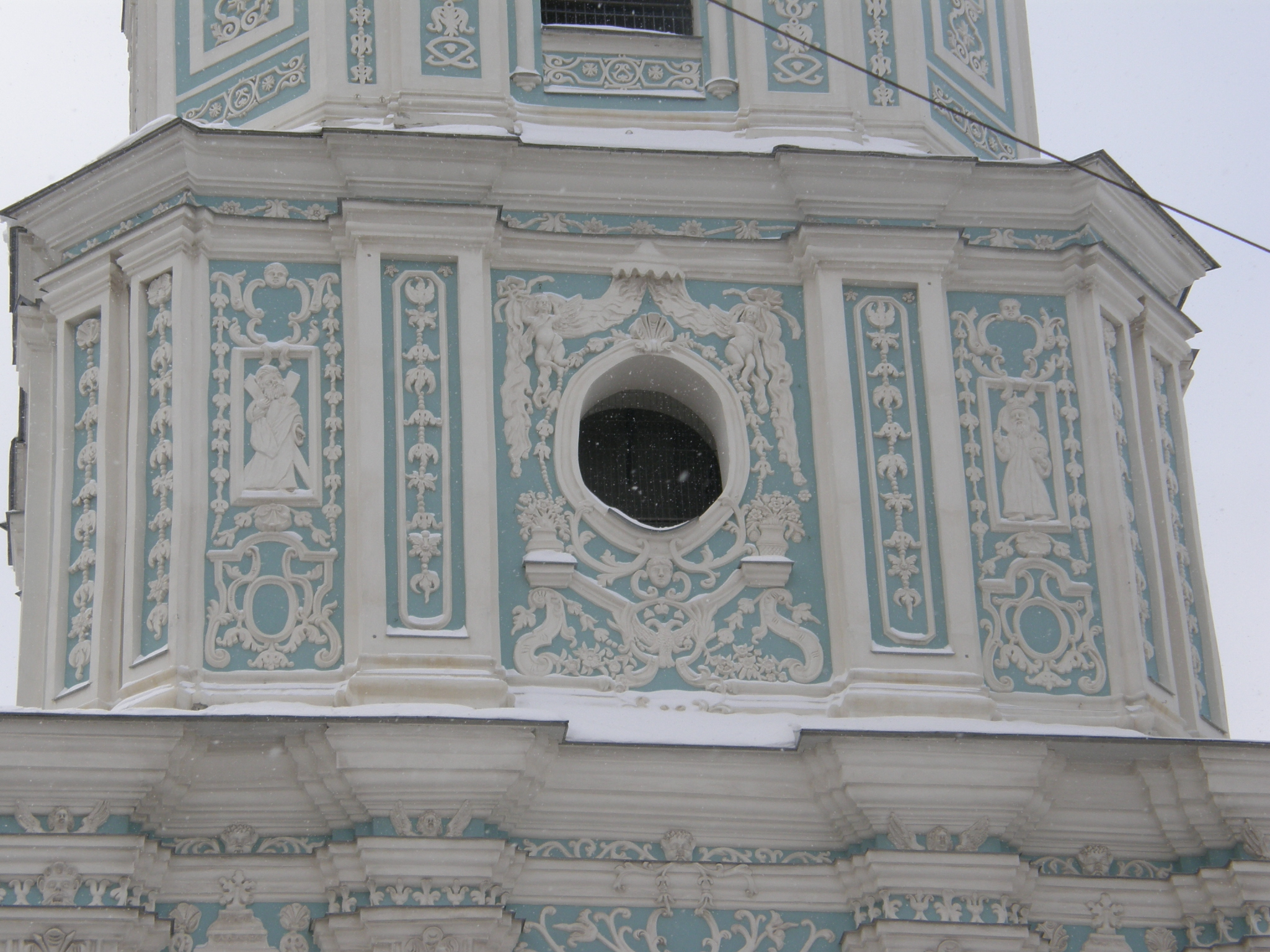
Третій ярус дзвіниці (східний фасад); можна помітити фігури апостола Андрія та Святого Володимира

##### Декор
Скульптурний декор дзвіниці чудово взаємодіє з її архітектурною композицією. Вона прикрашена різноманітним ліпним орнаментом, до якого вплетені сюжетні барельєфи — динамічні фігури ангелів у вигляді українських парубків у підперезаних жупанах, зображення купідонів, квітів у кошиках, масок, букетів, гірлянд, балдахінів над нішами, геральдичних візантійських двоголових орлів тощо.
Східний фасад, звернений до Софійської площі, декорований на третьому ярусі постатями апостола Андрія й князя Володимира — основоположників християнства на Русі-Україні. Західний фасад, звернений до монастирського подвір'я, прикрашений постатями архангела Рафаїла й апостола Тимофія — небесних патронів митрополитів Рафаїла (Заборовського) (1731–1747) і Тимофія (Щербацького) (1748–1757), за яких дзвіниця перебудовувалася.
Ліпний декор фасадів виконувався майстрами з Жовкви Іваном і Степаном Стобенськими. Майже вся ліпнина збереглася, за винятком того, що було пошкоджено унаслідок потрапляння в будівлю снарядів під час воєн.

##### Пофарбування
Пофарбування стін дзвіниці до її перебудови у 1851–1852 роках було поліхромним. Так, після реконструкції 1744–1748 років стіни було пофарбовано в синій колір, ліпний орнамент мав колір слонової кістки, а постаті святих, ангелів та маски було пофарбовано за такою схемою: обличчя — жовтим кольором, волосся — чорною фарбою, вбрання — різнокольорово.
Після реставрації та надбудови четвертого ярусу дзвіницю перефарбували у два кольори. Така схема пофарбування збереглася й понині. В усіх варіантах колір ліплення та прикрас лишався білим або слонової кістки, а поле стін фарбувалося в зеленкуваті чи бірюзові тони різної інтенсивності. В наші дні орнаменти фарбуються в яскраво-білий колір, стіни — в бірюзовий, що в поєднанні з сяйвом золотої бані створює дзвіниці відтінок урочистої святковості.

## Історія

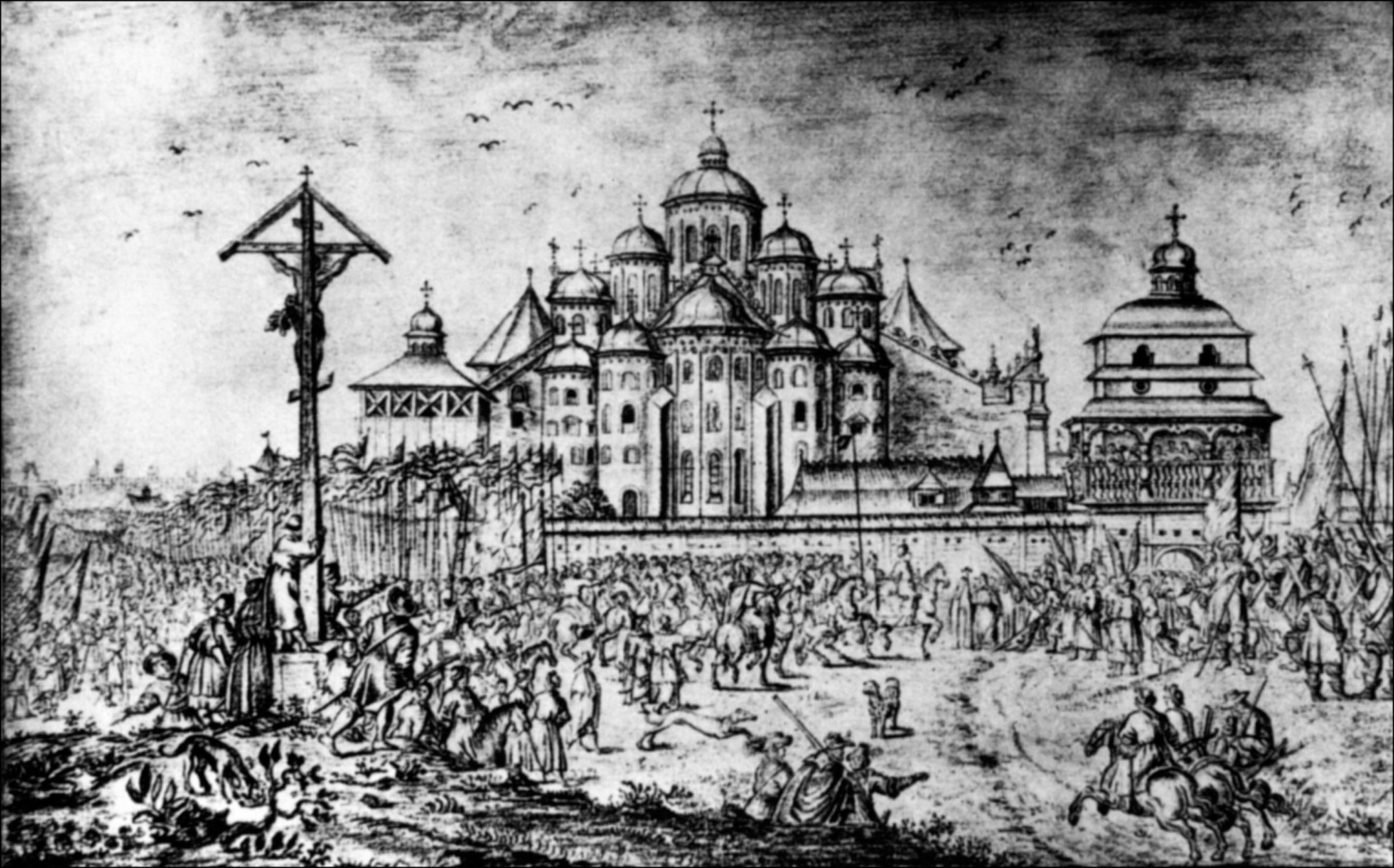
Перша дзвіниця (справа) на малюнку А. ван Вестерфельда (1651)

### Перша відома дзвіниця
Перша відома історична дзвіниця була дерев'яною та стояла з північно-східної сторони собору, на відміну від сучасної, яка була зведена на південний схід від нього. Дерев'яна дзвіниця зображена як на малюнку голландського художника Абрагама ван Вестерфельда (1651), так і на плані міста Києва полковника Ушакова (1695). Імовірно, її побудував Петро Могила під час реконструкції Софійського собору, проведеної у 1633–1647 роках — в цей самий час тут за його сприяння створено чоловічий монастир, а його територію обнесено високою дерев'яною огорожею.
Ця дзвіниця була чотириярусною, з в'їзною аркою у вигляді півкола на першому ярусі, над якою в зрубі пороблено бійниці. На другому була відкрита, огороджена парапетом з різьблених балясин, галерея на різьблених стовпах. Третій ярус мав круглі вікна, а на четвертому знаходилися отвори для дзвонів та власне дзвони. Завершувалася вона фігурною банею з півбанею.
Мандрівник із Сирії Павло Алеппський, який побував у Києві в 1654 та 1656 роках, при описі Софійського собору згадав дуже високу дерев'яну дзвіницю — найвищу серед усіх, які він коли-небудь бачив. Також він бачив великий дзвін на ній.
Стара дзвіниця згоріла під час великої пожежі на території монастиря 1697 року, під час якої було знищено також майже всі дерев'яні монастирські споруди.
Існує припущення, що висока дерев'яна споруда з чотирисхилим верхом, показана на малюнку 1651 року зліва від собору, є ще однією дзвіницею.

### Період до перебудови
Нова кам'яна дзвіниця в стилі бароко закладена 1699 року, а завершена в 1706 році. Таким чином, вона була першою кам'яною спорудою в монастирі, окрім собору. Будівництво відбувалося на кошти гетьмана Івана Мазепи та за сприяння київського митрополита Варлаама (Ясинського). Ім'я її архітектора невідоме, у документах збереглася лише згадка про одного з будівничих — «кам'яних справ підмайстра» Сави Яковлєва, мешканця Києво-Печерського містечка. Дзвіниця була спершу збудована триярусною з невеликою банею, що увінчувалася високим шпилем з хрестом.
Розміщення дзвіниці на схід від собору є нетрадиційним, хоча й не забороняється канонами. Дзвіниця побудована саме в цьому місці з метою утворити чіткий містобудівний ансамбль: таким чином досягався зоровий зв'язок зі схожою дзвіницею Михайлівського монастиря, а також замикалася перспектива від усіх чотирьох воріт Верхнього Міста: Софійських, Печерських, Золотих та Львівських.
1709 року біля її стін відбулася урочиста зустріч Петра I та його полководців після перемоги в Полтавській битві, за що дзвіницю часто називали «Тріумфальною».

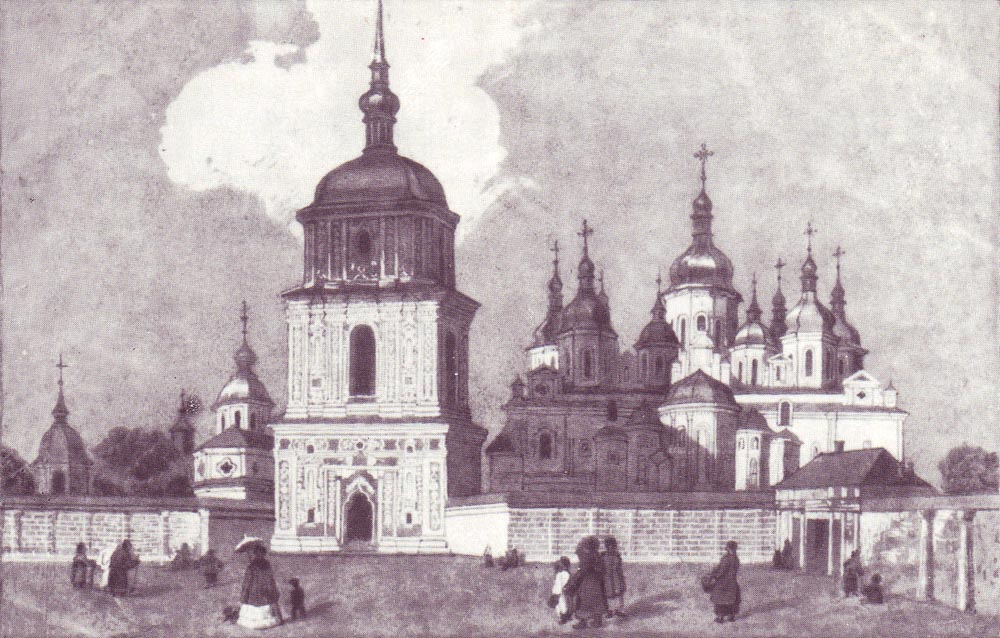
Софійська дзвіниця після перебудови 1812 року. Акварель М. Сажина, 1840-ві роки

Оскільки дзвіницю було зведено на місці давнього яру, її верхні яруси почали руйнуватися вже дуже скоро після спорудження. Споруда дала тріщини, які після землетрусу 1742 року посилилися та стали загрожувати обвалом усієї будівлі. Тому 1744 року під керівництвом зодчого Йогана Шеделя було розпочато реконструкцію дзвіниці. Розібрано третій та частково другий ярус «мало не до звонов». Натомість зведено нові верхній і середній яруси, також у стилі українського бароко. Увінчувала її барокова баня з позолоченим шпилем, пофарбована зірочками на блакитному тлі. Роботи виконувалися на замовлення й коштом митрополита Рафаїла (Заборовського). Реконструкцію закінчено 1748 року.
Після закриття монастиря 1786 року та секуляризації земель монастирських маєтків багато церковних будівель почали занепадати через брак коштів у Софійського собору. До кінця XVIII століття зазнала занепаду й дзвіниця. Його довершив удар блискавки, що уразив верх дзвіниці 1807 року, спаливши баню, яка була відновлена лише 1812 року «за новим профілем» у стилі класицизму. Нова баня також мала шпиль і, як свідчать обмірні креслення, в цілому формою повторювала стару, однак через її не дуже вдалі пропорції дзвіниця здавалася дещо присадкуватою. Підсилювалося це тим, що до середини XIX століття навколишня територія вже була забудованою багатоповерховими будинками, і дзвіниця стала втрачати пануюче положення в забудові як площі, так і Верхнього Міста.

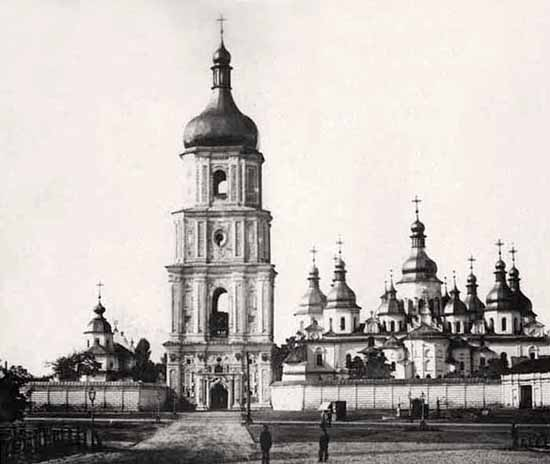
Дзвіниця вже чотириярусна, фото кінця XIX століття

### Чотириярусна дзвіниця: період до 1930-х років
Під час проведення ремонтно-реставраційних робіт 1851–1852 років у комплексі споруд колишнього Софійського монастиря було вирішено, що висота та зовнішній вигляд дзвіниці не відповідає її значенню. Тому за особистим розпорядженням імператора Миколи I, який побував у Києві 1850 року, було вирішено надбудувати четвертий ярус. За проектом єпархіального архітектора Павла Спарро (у проектуванні також брав участь академік Федір Солнцев) він був реалізований у бароковому стилі, з високою бароковою дерев'яною банею грушоподібної форми, вкритою позолоченими листами з міді.
Новий ярус у цілому повторював ліпну декорацію нижніх ярусів, однак дещо порушив пропорцію частин дзвіниці, щоправда, надавши їм стрункості. Висота дзвіниці досягла 76 метрів. Це дозволило їй знову домінувати в забудові Старого міста. Після реконструкції споруду було пофарбовано в два кольори, що надало їй вигляду, близького до сучасного.
Під час церемонії підписання Акту Злуки між УНР та ЗУНР 22 січня 1919 року на дзвіниці били в дзвони.

### Радянський період
1930 року дзвіницю разом із Софійським собором було закрито для богослужінь і приєднано до Всеукраїнського музейного містечка, що було створене 1926 року на території Києво-Печерської лаври. Імовірно, саме тоді з дзвіниці було скинуто всі дзвони, окрім «Мазепи». Існує версія, що лише цей дзвін було залишено тому, що він має надзвичайно оригінальний орнамент та велику художню цінність, тож його вирішено було залишити як музейний експонат. 1934 року територія колишнього Софійського монастиря оголошена Державним історико-архітектурним заповідником.

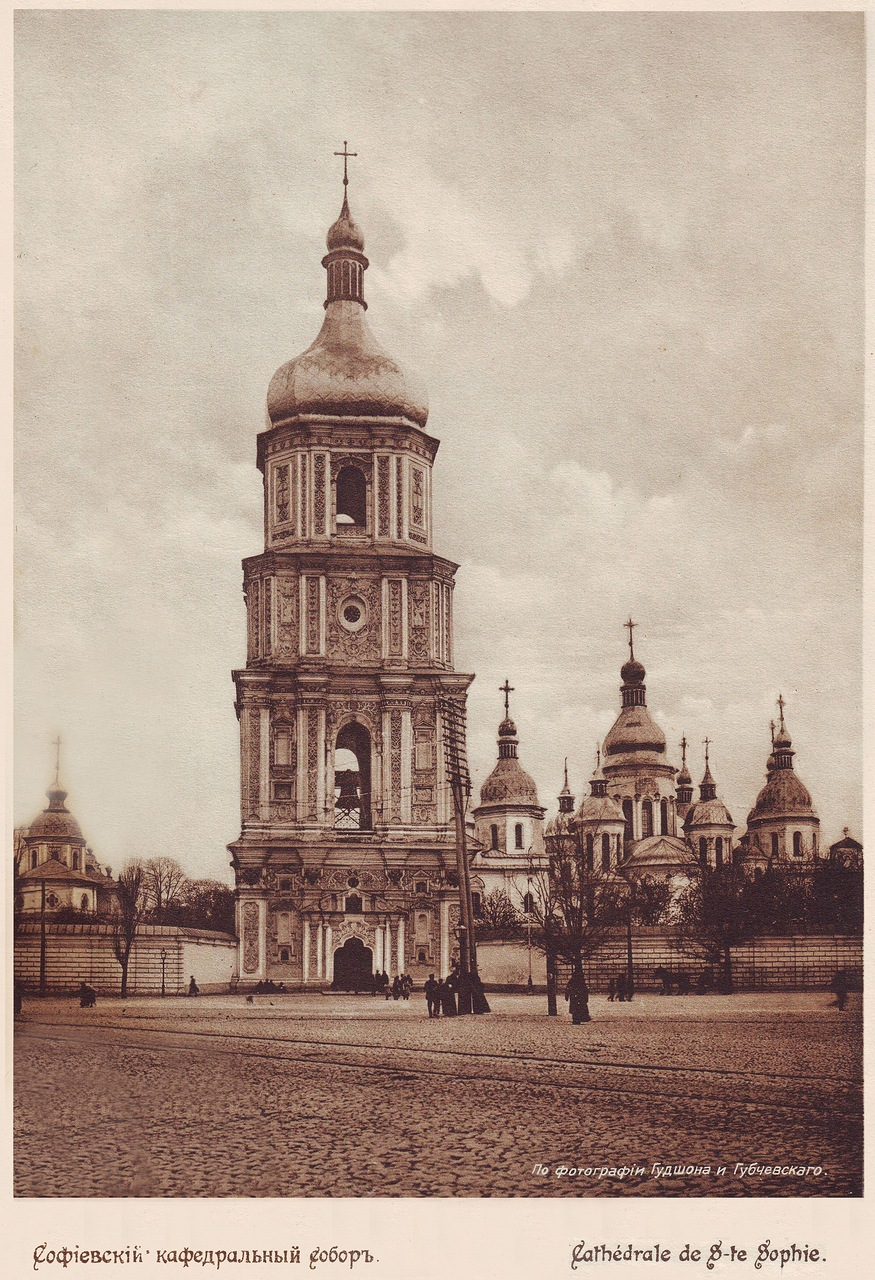
Листівка 1911 року

На початку Другої світової війни всі бані київських храмів, що були вкриті позолотою, зафарбували суриком — тобто, рудою фарбою. Зробили це через те, що вони відбивали світло навіть у безмісячну ніч, що могло слугувати добрим орієнтиром для німецьких льотчиків. Однак після закінчення війни перефарбовувати бані назад не стали. Тому питання про оновлення зовнішнього вигляду дзвіниці та її реставрацію постало лише при підготовці до святкування трьохсотріччя Переяславської ради — 1950 року.
Робітники під наглядом наглядачів здирали сурик разом із позолотою з дзвіниці, складали в контейнери та відправляли до Ленінграда на монетний двір. Звідти присилали вже готові листи золота мікронної товщини, якими й вкривалися бані. Реставрація власне дзвіниці відбулась у 1953 році. Були проведені роботи з відновлення та реставрації ліпних орнаментів та архітектурних деталей. При цьому дзвіницю, яка на час реставрації була повністю білого кольору, пофарбовано блакитною та білою фарбою.
Ще одна реставрація була проведена 1972 року.

### Новітній період

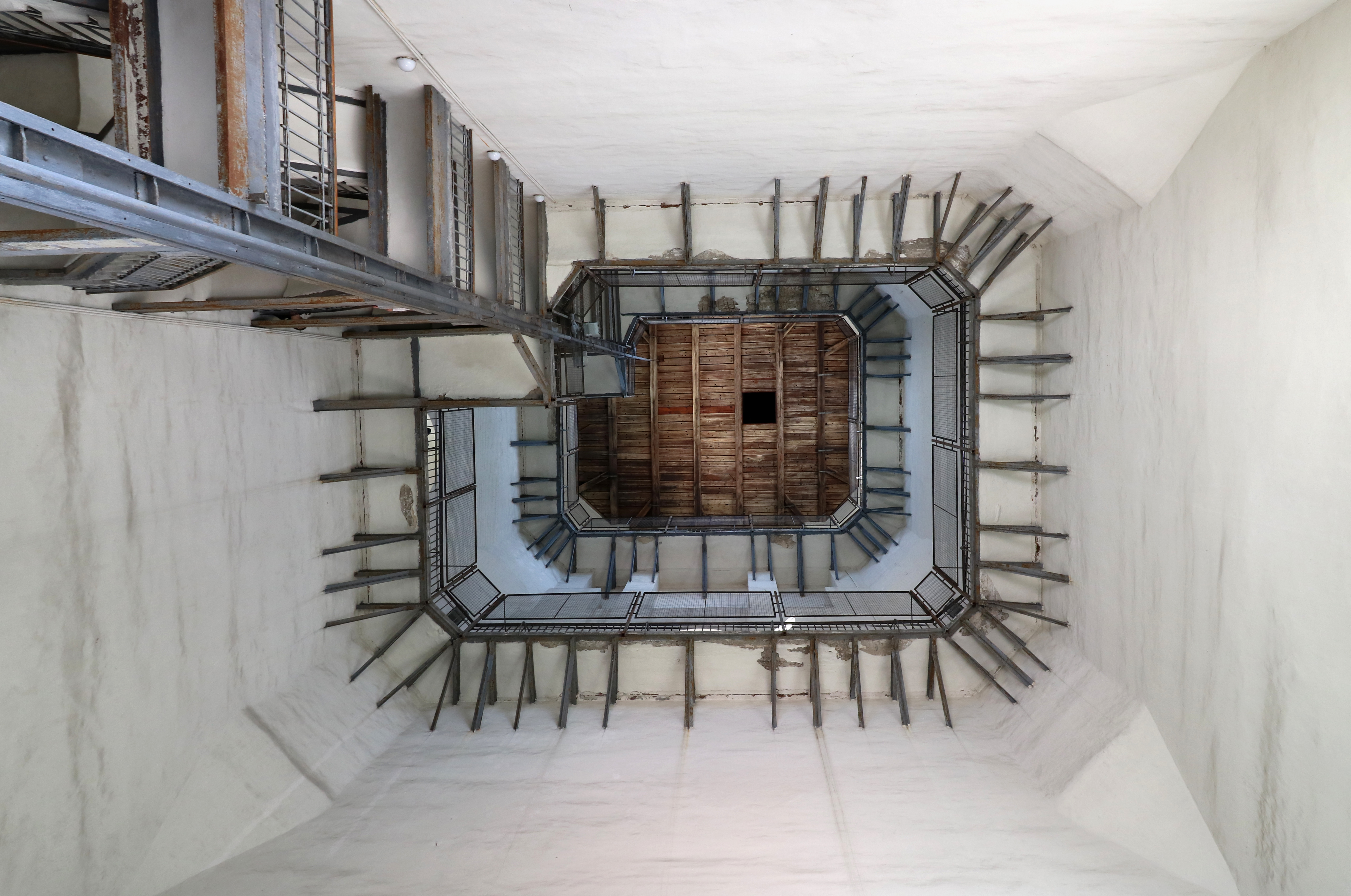
Інтер'єр дзвіниці, вид на третій і четвертий яруси з другого ярусу

1990 року на 14-ій сесії Комітету Світової спадщини ЮНЕСКО, яка проходила в канадському місті Банфф, дзвіниця була включена до списку Світової спадщини в складі комплексу монастирських споруд Софійського собору під № 527.
18 липня 1995 року під стінами дзвіниці, праворуч від її брами з боку Софійської площі, було поховано Патріарха Київського і всієї Руси-України (УПЦ КП) Володимира (Романюка). Похорон супроводжувався побиттям учасників похоронної процесії, які спершу хотіли поховати Патріарха на території Софійського собору, співробітниками органів МВС.
Остання реставрація дзвіниці відбулась у 1997–2003 роках та коштувала близько 6 млн гривень. Під час реставрації стіни першого ярусу зміцнювалися вприскуванням цементно-піщаного розчину, який нагнітався під високим тиском через отвори у фасадних стінах. Через те, що розчин почав виливатися просто зі склепінь внутрішніх приміщень, роботи не були цілком завершені. Крім цього, були оновлені хрест та позолота купола, відреставровані зовнішні стіни та декор.
Після завершення реставрації, 27 червня 2003 року, вперше за кілька десятиріч, дзвіницю було відкрито для відвідувачів.
4 квітня 2015 року в рамках відкриття фестивалю «Французька весна в Україні» на стінах дзвіниці та Софійського собору відбулася 3D-світлова вистава «Я — мрія», присвячена боротьбі України за свою свободу. Під час 20-хвилинного перфомансу в мозаїчних світлових зображеннях були показані важливі суспільні події в Україні та символи Революції Гідності.

## Сучасний стан
На території Софійського собору Інститут геологічних наук НАН України проводить гідрогеологічний моніторинг. З 2001 року створено спостережну систему, яка складається з 12 гідрогеологічних свердловин та 4 гідрофізичних кущів, деякі з яких знаходяться біля дзвіниці. Після досліджень навколо неї було виявлено похований будівельний котлован, а під дзвіницею на глибині 4 м — суцільний фундамент з бутової плити на вапняному розчині. Дослідження вказали також на те, що підземні води на окремих ділянках геологічної основи підіймаються, що є свідченням антропогенного впливу.
З 1995 року на дзвіниці проводяться геодезичні спостереження. Вони показали, що за 17 років спостережень (до 2013 року) західний фасад осів на 16,1 мм, східний — на 4,9 мм; різниця — 11,2 мм. Зростання нерівномірності осідань фасадів почалося після 2002 року. Унаслідок цього станом на 2013 рік зміщення верху будівлі в західному напрямку на рівні хреста складало 186 мм.
2011 року було проведено обстеження технічного стану конструкцій дзвіниці, і було виявлено такі пошкодження: окремі тріщини на зовнішніх стінах шириною розкриття до 3 мм, окремі тріщини на зведеннях і перемичках до 3 мм, зони замокання стін, пошкодження стін грибком, вивітрювання розчину цегельної кладки, сколи, відшарування і випадання штукатурки на карнизах ярусів.
Вірогідними причинами виникнення пошкоджень дзвіниці є фізичний знос конструкцій протягом довготривалого використання, нерівномірні деформації основи фундаментів, незадовільне водовідведення опадів, неефективність гідроізоляції вимощення навколо будівлі.

## Дзвони

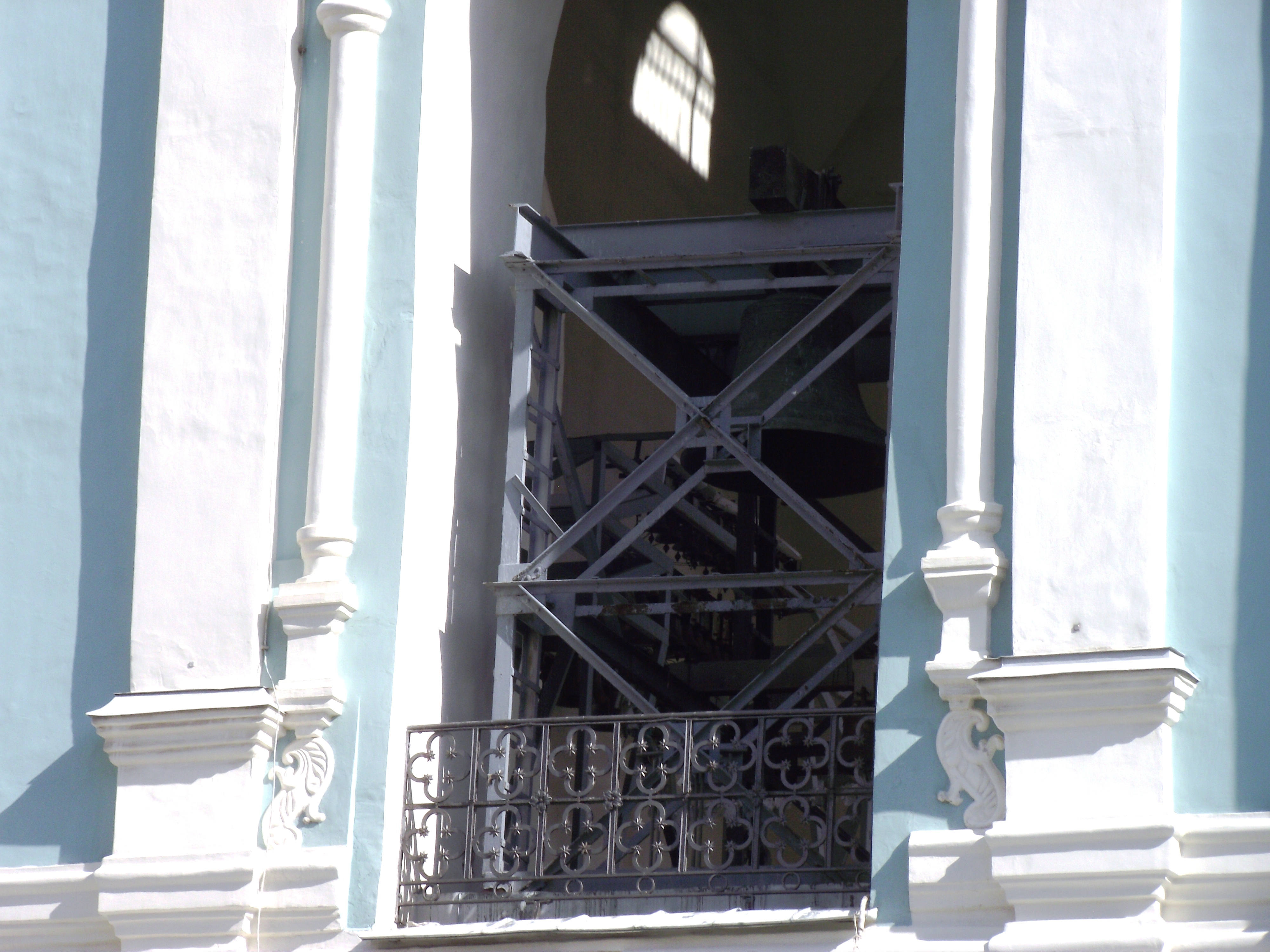
«Мазепа» розташований із західного боку другого ярусу, його добре видно з території музею

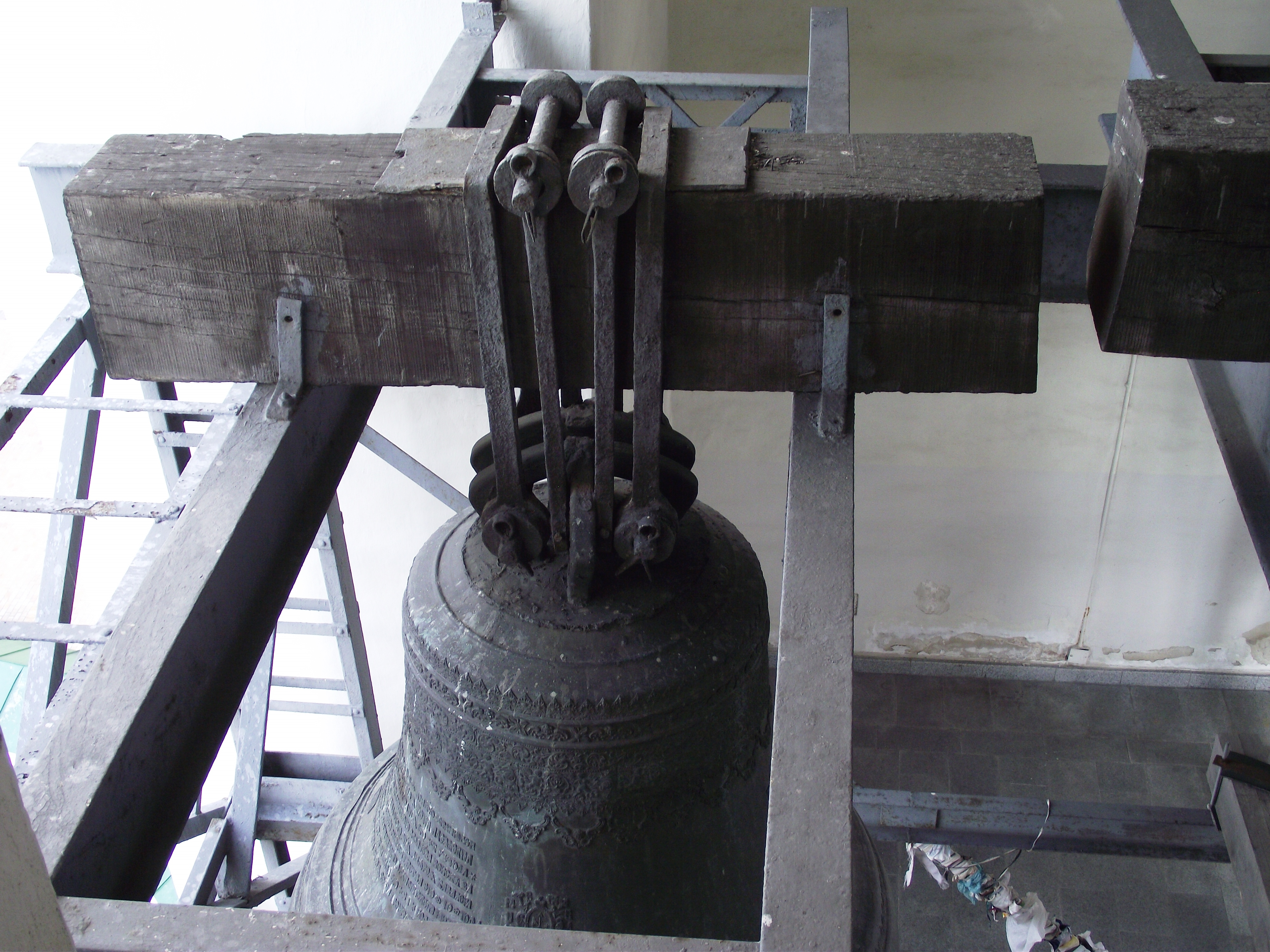
«Мазепа» густо прикрашений орнаментом та написами

### Дзвін «Мазепа»
На другому ярусі дзвіниці зберігся дзвін «Мазепа», відлитий 1705 року відомим на той час київським майстром Афанасієм Петровичем. Назва дзвону походить від імені мецената його створення — кошти на відлиття, як і на будівництво всієї дзвіниці, дав гетьман Іван Мазепа. На дзвоні відлито наступний напис: 
|  | Цей дзвін встановлено Року 1705 від Різдва Христового в часи гетьманування Івана Мазепи за митрополита Варлаама Ясинського для митрополичого храму Святої Софії премудрості Божої |

«Мазепа» найбільший серед усіх бронзових дзвонів, що збереглися в Україні, та є одним із найбагатших за орнаментними прикрасами. Діаметр дзвона становить 1,55 м, висота — 1,25 м. Важить він близько 2 тонн, однак виміряти вагу точно неможливо, оскільки він міцно підвішений. «Мазепа» прикрашений багатим рослинним орнаментом, який широким фризом охоплює шийку дзвона і тонкою стрічкою проходить його нижнім краєм. Він єдиний з-поміж усіх дзвонів, який вцілів у 1930-ті роки та не був переплавлений. Має ноту ре.

### Дзвін «Рафаїл»
Дзвін «Рафаїл» був відлитий 1733 року київським майстром Іваном Моторіним на замовлення митрополита Рафаїла (Заборовського), на його честь й отримав свою назву. Він був найбільшим серед усіх старих софійських дзвонів — важив 13 тонн, і, за свідченнями очевидців, давав надзвичайно плавний і гармонійний звук. В нього дзвонили, зокрема, під час подій Української революції 1917–1921 років.
У 1930-ті роки дзвони на церквах масово відправляли «на потреби індустріалізації». «Рафаїл» скинули з дзвіниці, і він деякий час лежав під нею у пробитій своєю вагою ямі. Збереглися навіть знімки людей, що фотографуються біля нього. 1988 року, під час перекладання дорожнього покриття біля дзвіниці, був знайдений 16-кілограмовий шматок «Рафаїла», що відколовся при падінні. Зараз цей шматок зберігається в музейних фондах Софії Київської.
Коли 2008 року проводилися ремонтно-реставраційні роботи з відновлення софійських дзвонів, «Рафаїл» вирішили не відтворювати, оскільки він був би дуже важкий та створював би надто великі акустичні навантаження, що негативно впливало б на фрески та мозаїки собору.

### Старі дзвони
До 1930-х років на дзвіниці було 20 дзвонів. Серед них було п'ять «великих» дзвонів: окрім «Рафаїла» та «Мазепи», в порядку зменшення розмірів це були «напівєлейний» (третій за розмірами), «повсякденний» (четвертий) та «постовий» (п'ятий). Крім того, було дев'ять «середніх» та шість «малих» — усі безіменні. Всі софіївські дзвони були виготовлені в різний час винятково київськими майстрами.
Усі старі дзвони були скинуті з дзвіниці у 1930-ті роки та відправлені на переплавлення. Через це на подвір'ї собору під час робіт досить часто знаходять бронзові уламки, що відколювалися від падаючих дзвонів.
Старі софійські дзвони відновлені не були, бо, хоча й збереглися деякі дані про них та навіть фотографії, однак ані чітких розмірів, ані характер оздоби так встановити і не вдалося. Крім того, важкі дзвони негативно впливали б як на саму дзвіницю, так і на оздоблення Софійського собору. Тому було прийнято рішення про виготовлення нових, легших дзвонів.

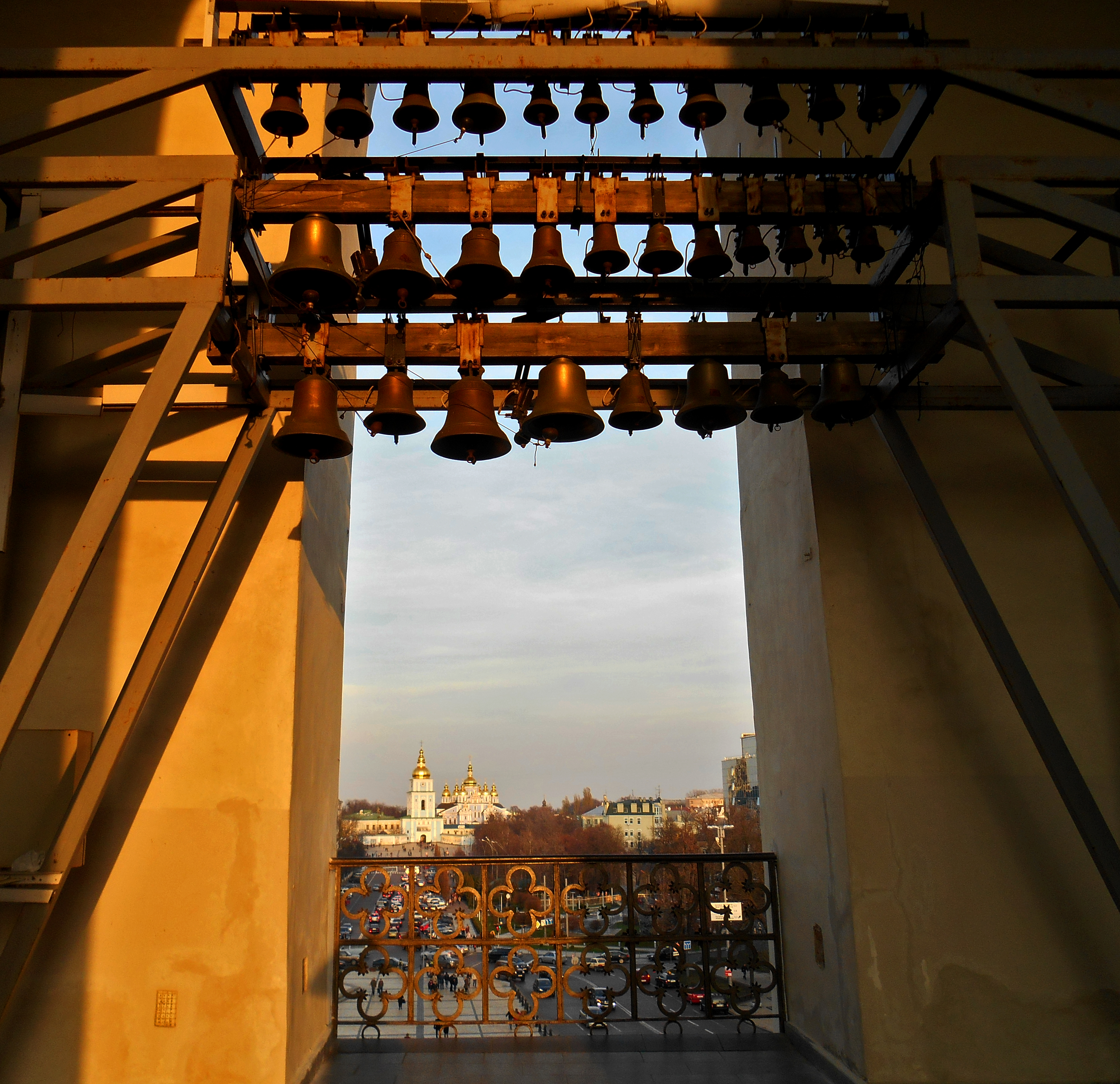
Нові дзвони в арці другого ярусу, їх можна помітити з боку Софійської площі (див. Галерею)

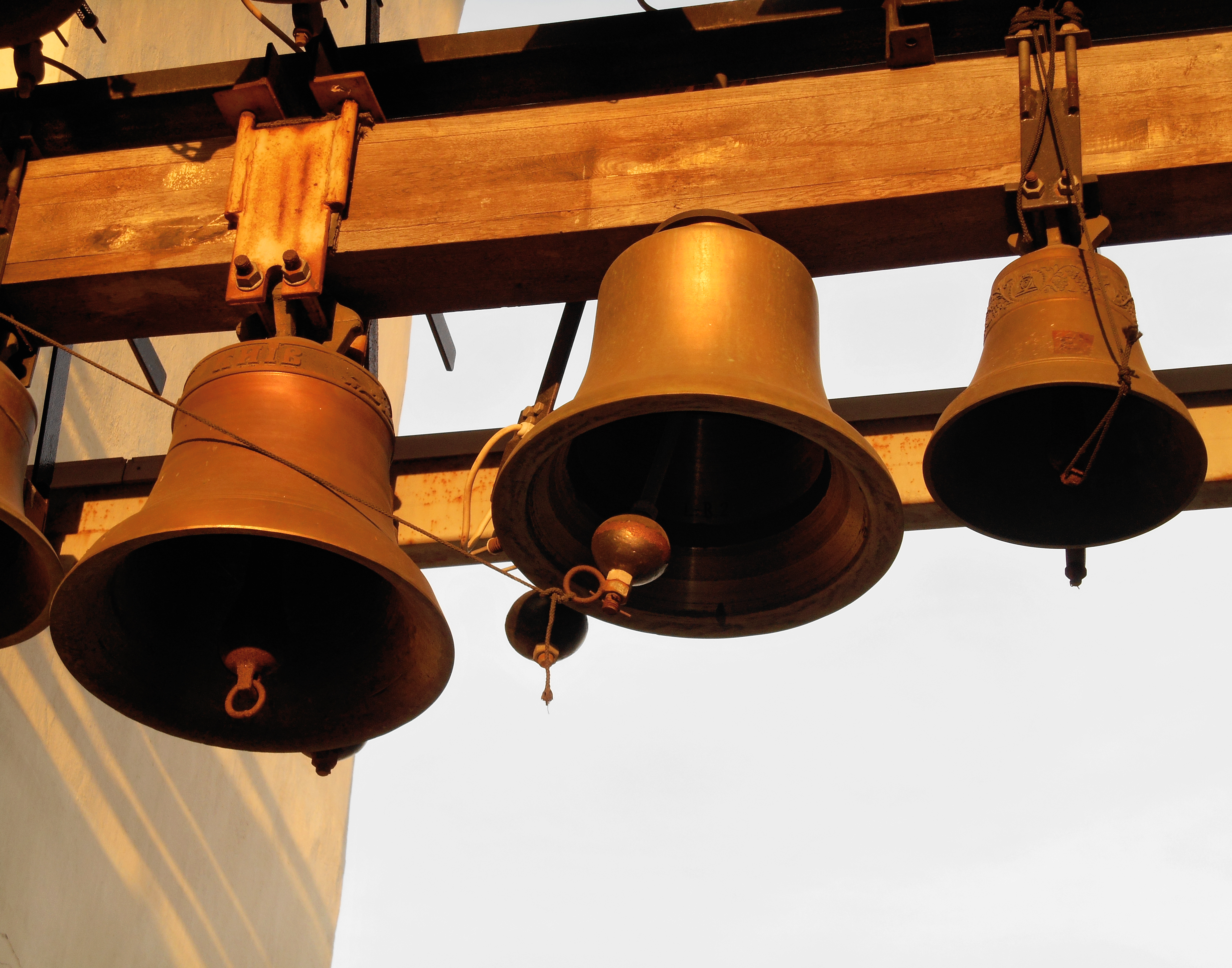
Дзвони прикрашені скромними орнаментами та написами

### Нові дзвони
2008 року, до 1020-ї річниці Хрещення Русі, на дзвіниці було встановлено 20 нових бронзових дзвонів — згідно з проведеними розрахунками, саме така кількість різних дзвонів у поєднанні з «Мазепою» має давати повноцінне звучання. Найбільший з них важить 300 кг, найменший — 4 кг; загальна вага усіх дзвонів — 835 кг, що є набагато меншим від ваги більшості зі старих дзвонів.
Оздоблені нові дзвони незначним орнаментом, оскільки при їх виготовленні наголос робився на якнайкращій акустиці. Виготовлялися вони майстром-дзвонарем, професором консерваторії Григорієм Черненком у співпраці з НДІ «Укрпроектреставрація». На кожен дзвін нанесено написи «Благовість» і «Київ».
Дзвони були підняті на дзвіницю 22 липня 2008 року, а освячені 26 липня митрополитом Володимиром (Сабоданом) та Патріархом Варфоломієм.

## Цікаві факти
- Існує кілька легенд [джерело?] про те, чому комплекс Софійського собору не було знищено в 1930-ті роки, як сусідній Михайлівський Золотоверхий монастир та інші храми. В першій говориться, що французький письменник Ромен Роллан спеціально прибув до Москви, де зустрівся зі Сталіним та переконав його залишити храм хоча б з тої причини, що він збудований батьком королеви Франції Ярославом Мудрим. Згідно з другою, французький посол погрожував розірвати дипломатичні відносини у випадку, якщо монастир буде зруйнований.
- 1937 року Олександр Довженко пропонував звести будівлі майбутнього Урядового центру на місці Михайлівського монастиря так, аби вони були вищі за Софійську дзвіницю: «…пам'ятник Леніну висотою 70 м і будинки на цій площі заввишки в 40 м. Пам'ятник буде підкреслювати, що ці будівлі маленькі, а він — вище них, а Софійська дзвіниця буде підкреслювати, що пам'ятник маленький…»[42]
- Коли під час реконструкції на початку 1950-х років було прийнято рішення перефарбувати дзвіницю, науковий співробітник Академії Архітектури Григорій Логвин з урахуванням історичних варіантів пофарбування розробив три варіанти проектів розпису дзвіниці. Перший варіант передбачав пофарбування дзвіниці в кобальтовий блакитний колір з білою ліпниною; другий мав синьо-зеленкуваті стіни з різнокольоровим ліпленням, в якому домінувала жовто-золотава вохра; третій був із ультрамариновим тлом та білою ліпниною із золотавими вкрапленнями. На художній раді другий варіант викликав загальне схвалення, але не був затверджений тому, що одному з її учасників здалося, що на ньому зображено «петлюрівські кольори»[28][43].
- Під час реставрації дзвіниці в 1997–2003 роках розглядався варіант влаштування ліфту в дзвіниці[31].
- По периметру барабану розташовані зображення святих пророків (за годинниковою стрілкою): Соломона, Самуїла, Ілії, Івана Предтечі, Єлисея, Захарії, Даниїла, Єзекиїла, Єремії, Ісаї, Авраама, Мойсея, Аарона, Давида.

## Відвідування
Дзвіниця відкрита для огляду, доступ існує на всі чотири яруси. На другому, третьому та четвертому ярусах влаштовані оглядові майданчики. Відвідати її можна щодня з 9:55 до 18:00.

##### Контакти
Адреса заповідника: 01001, м. Київ, Володимирська вулиця, 24.

## Галерея

Софійська дзвіниця
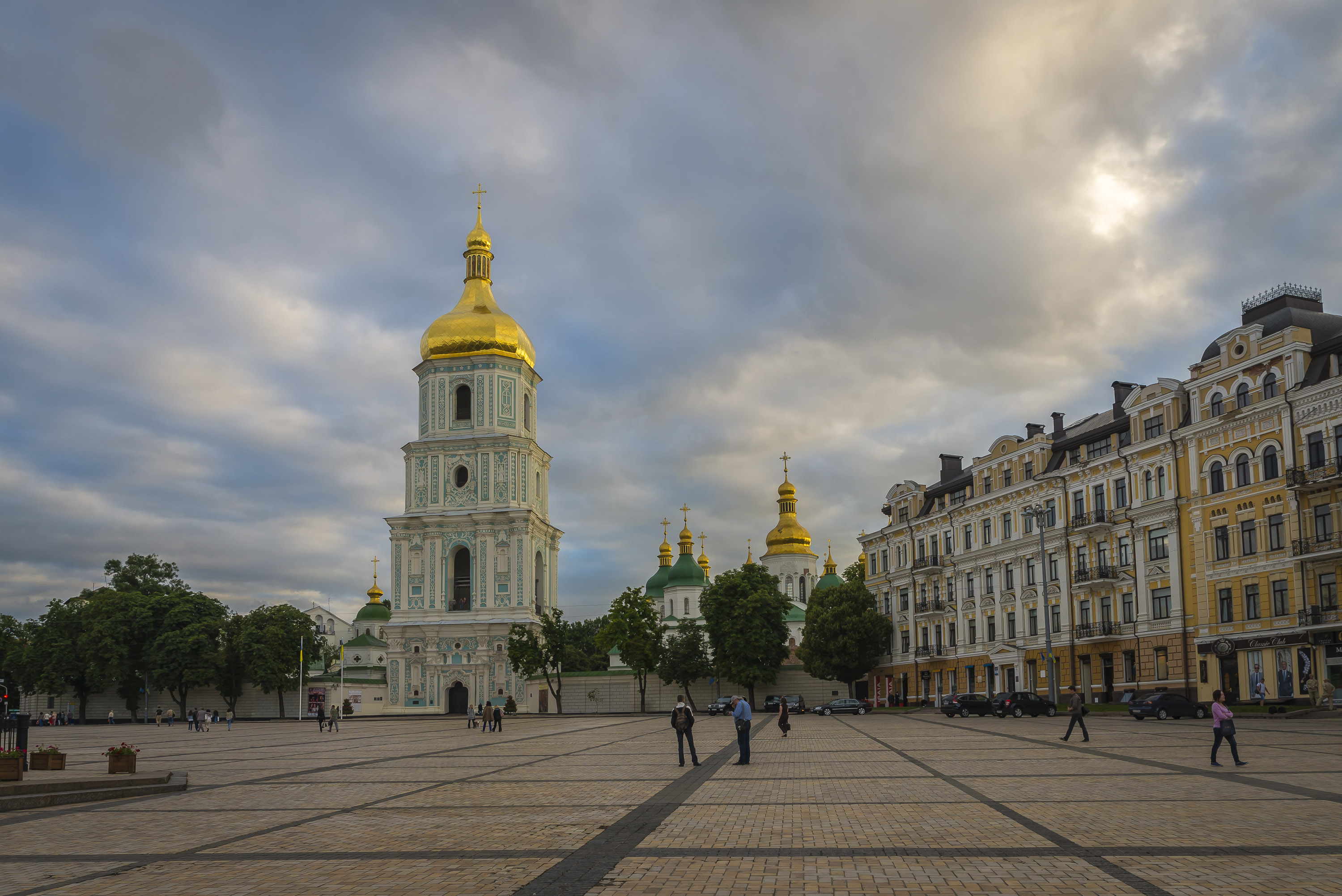
Дзвіниця домінує над забудовою Софійської площі
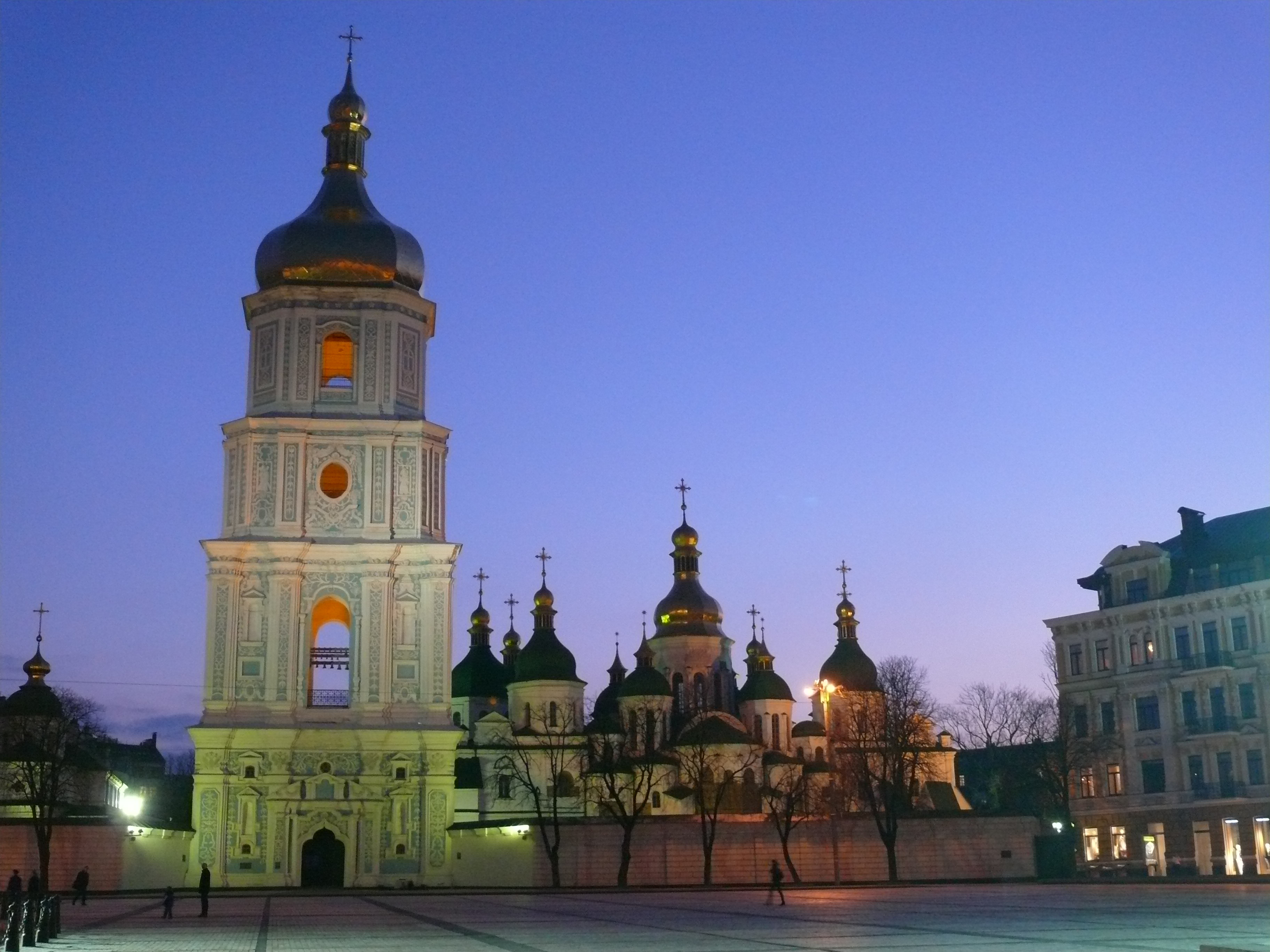
Вечірнє підсвічення
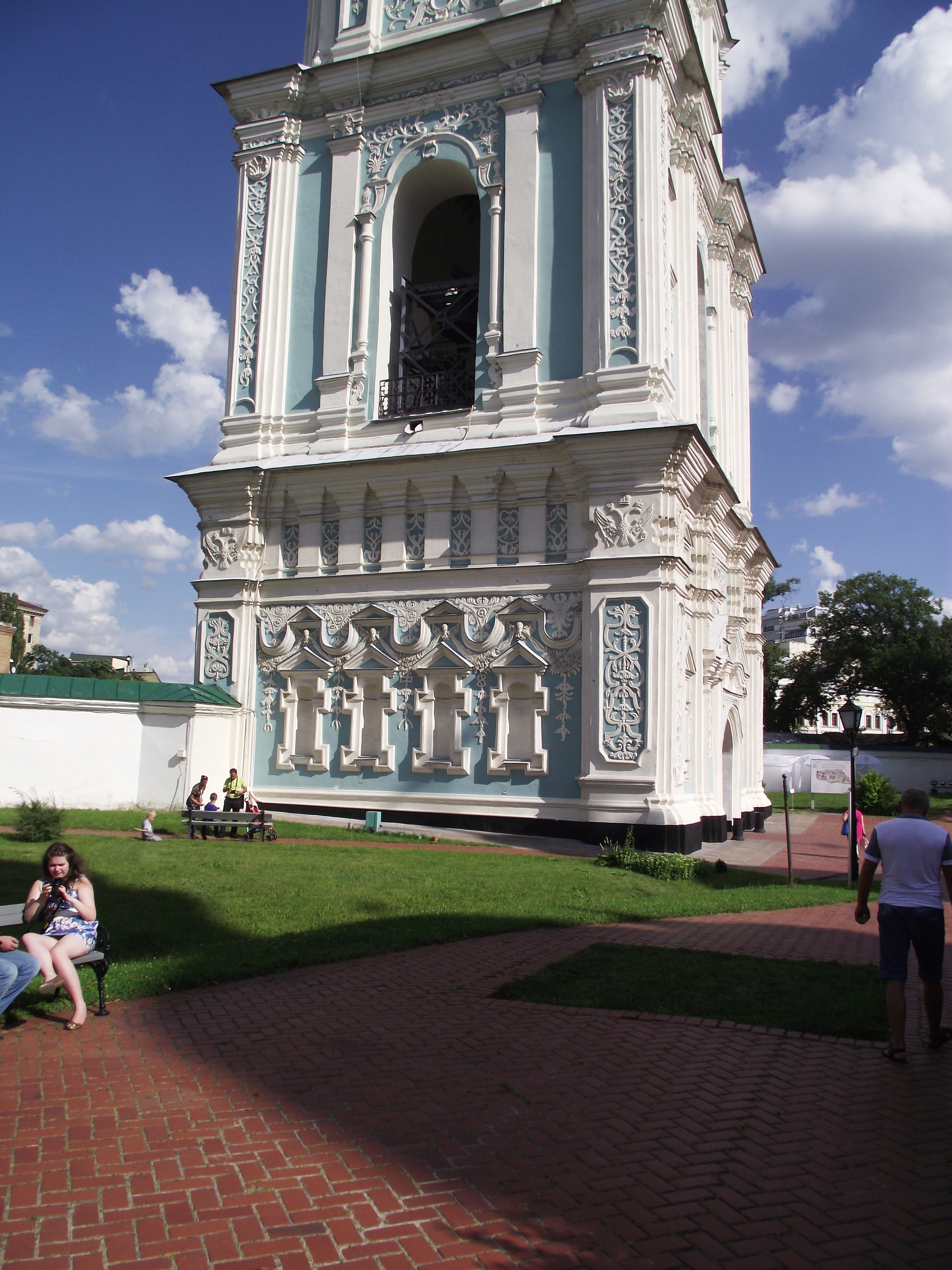
Північна сторона, вид з двору заповідника
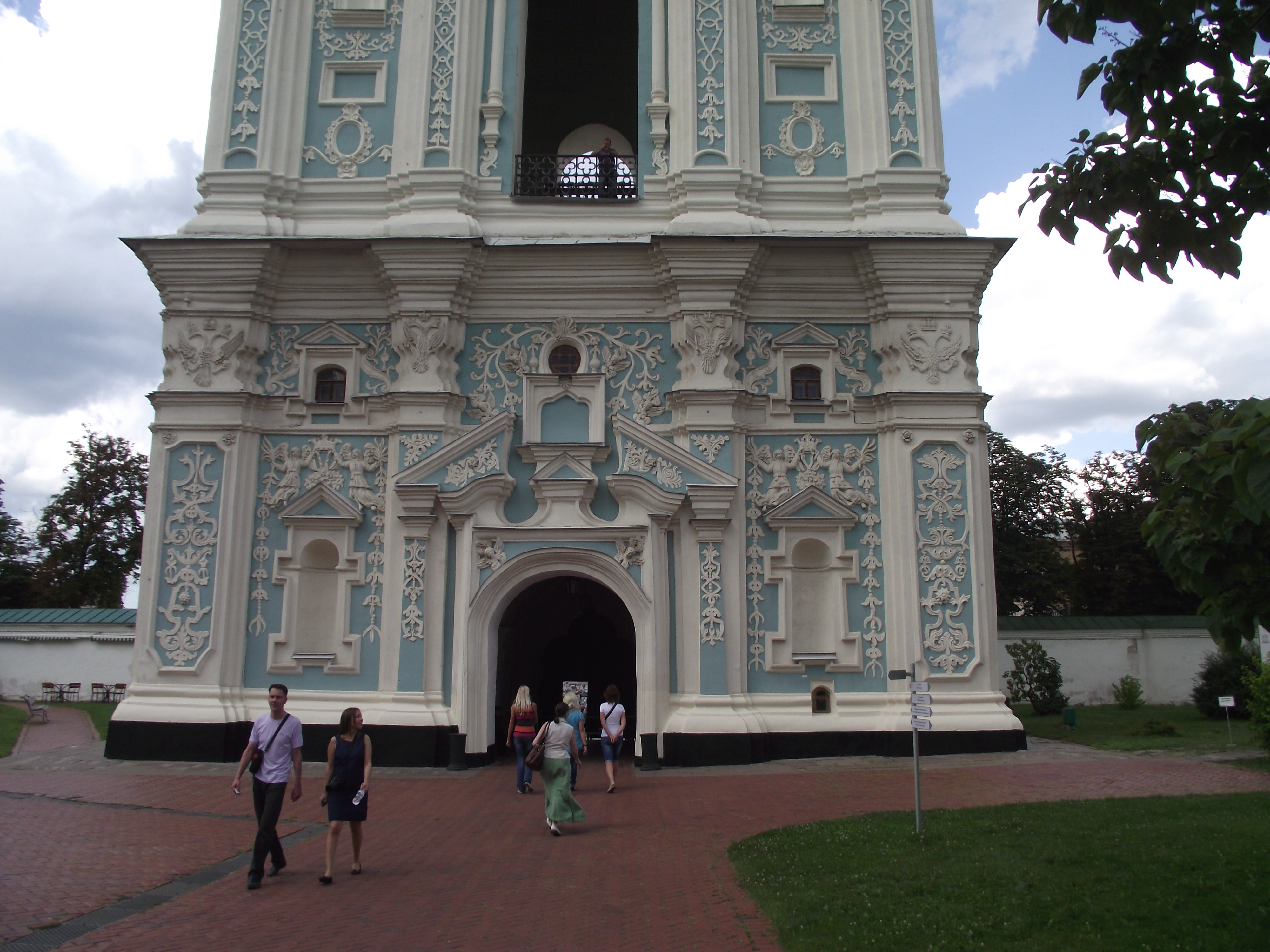
Перший ярус, вид з двору заповідника
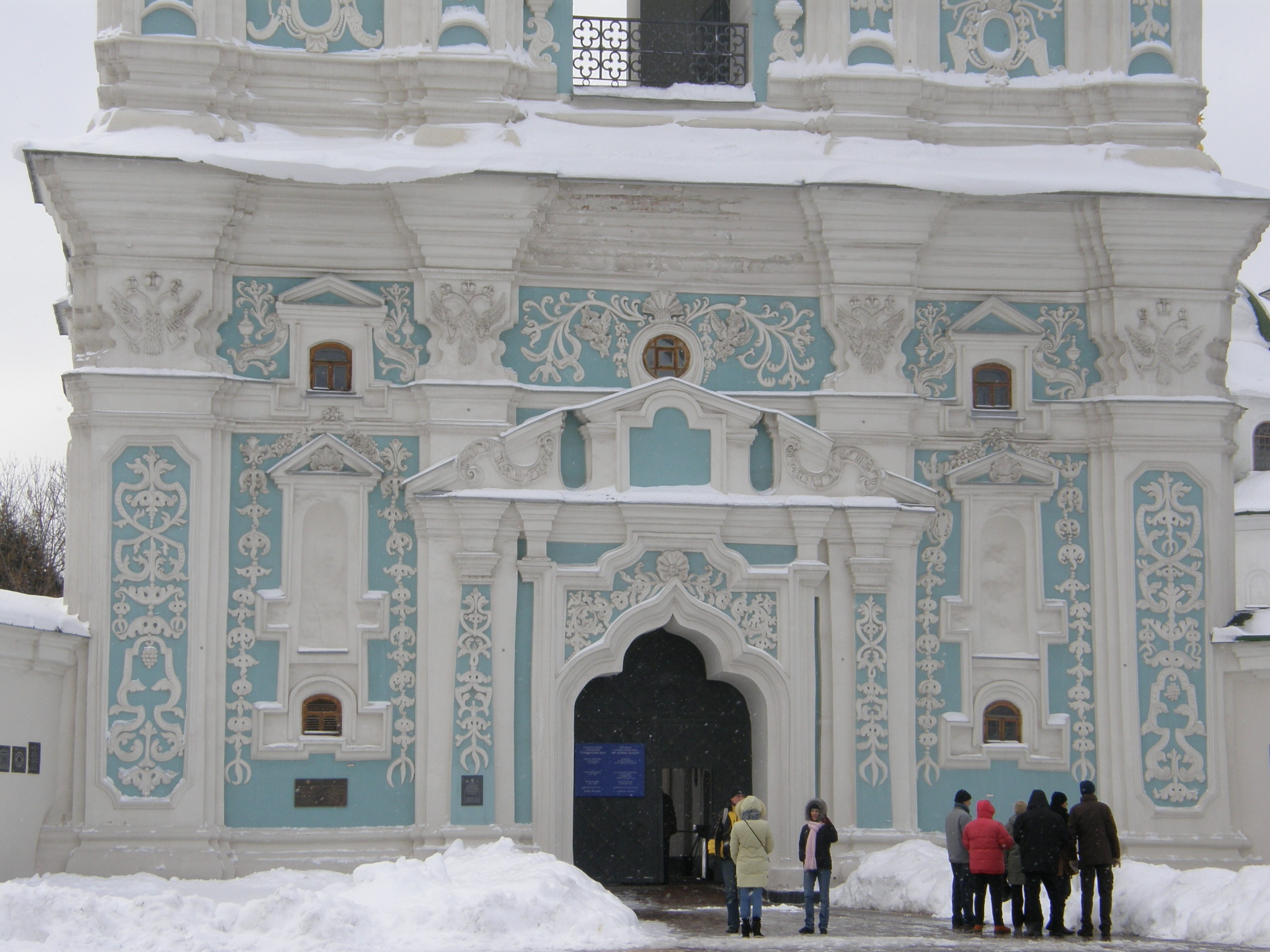
Перший ярус
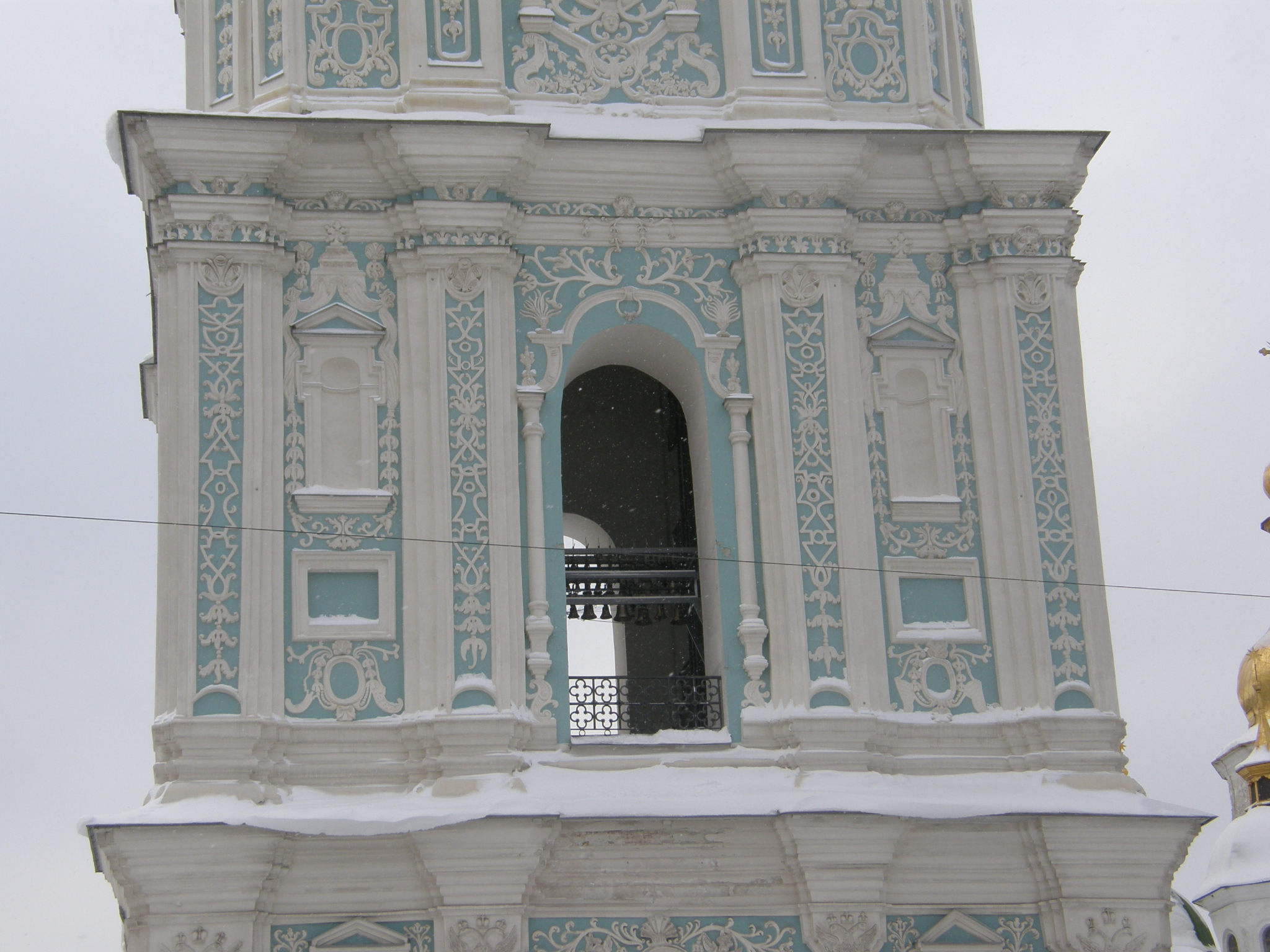
Другий ярус
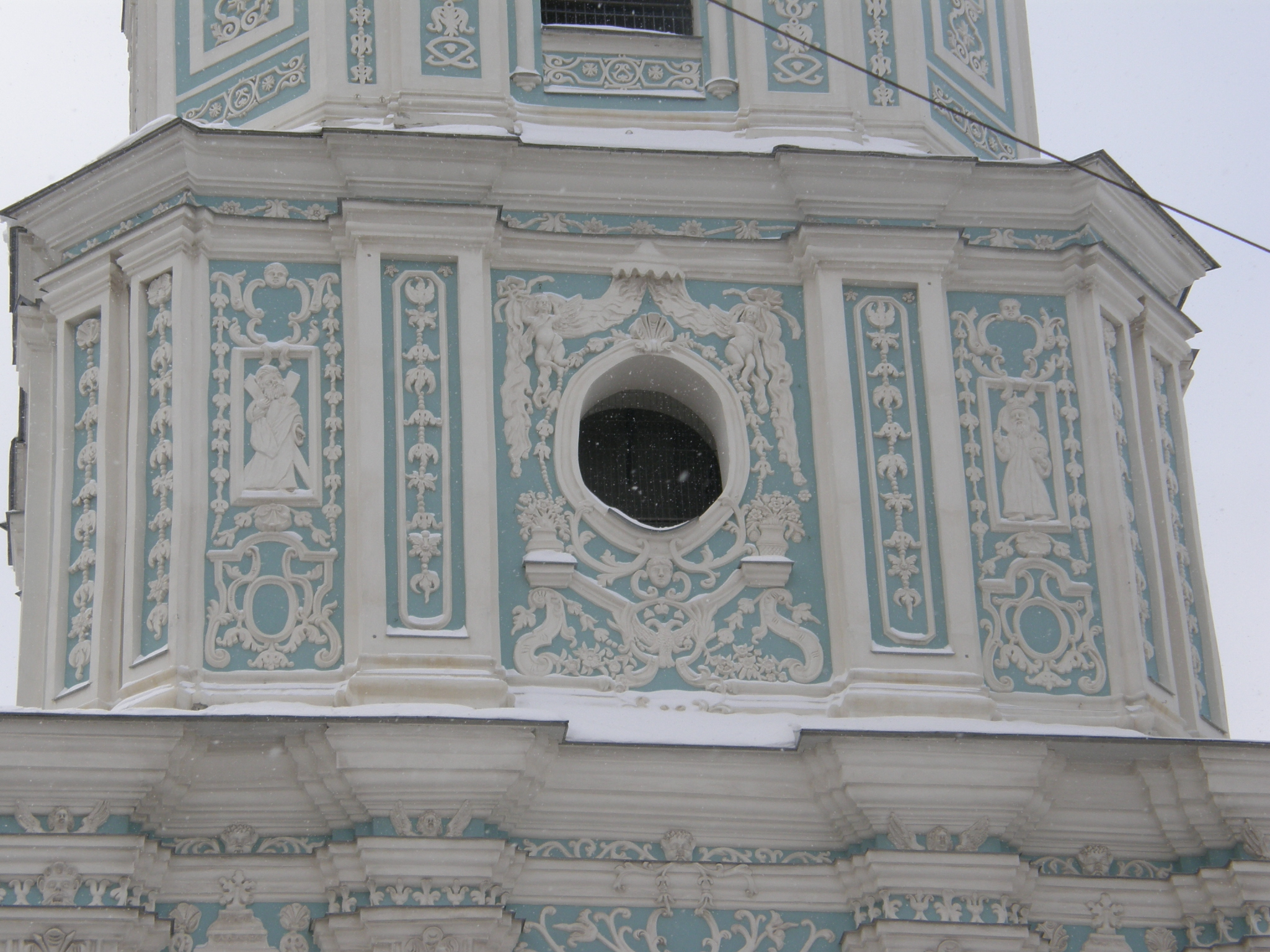
Третій ярус
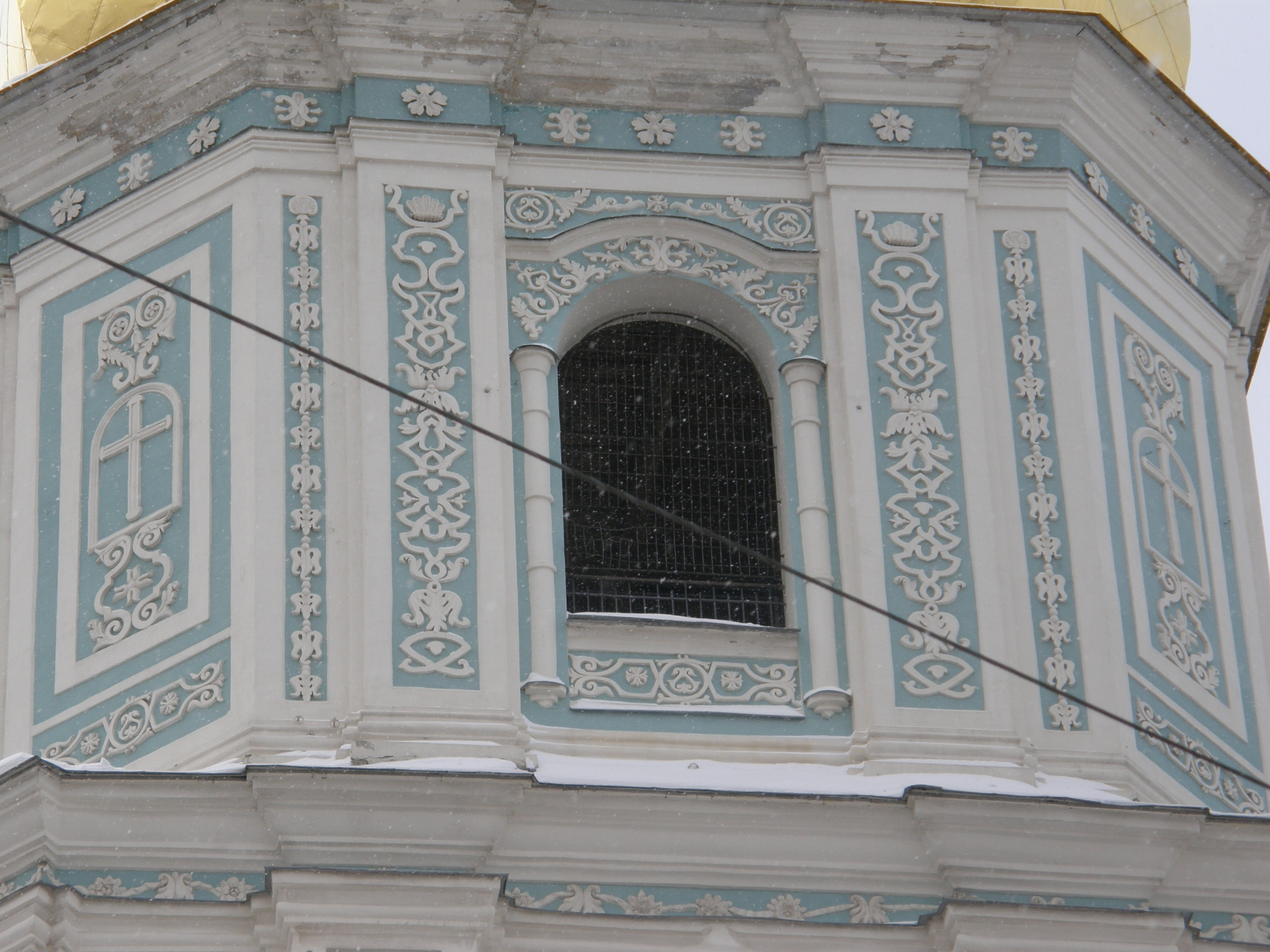
Четвертий ярус
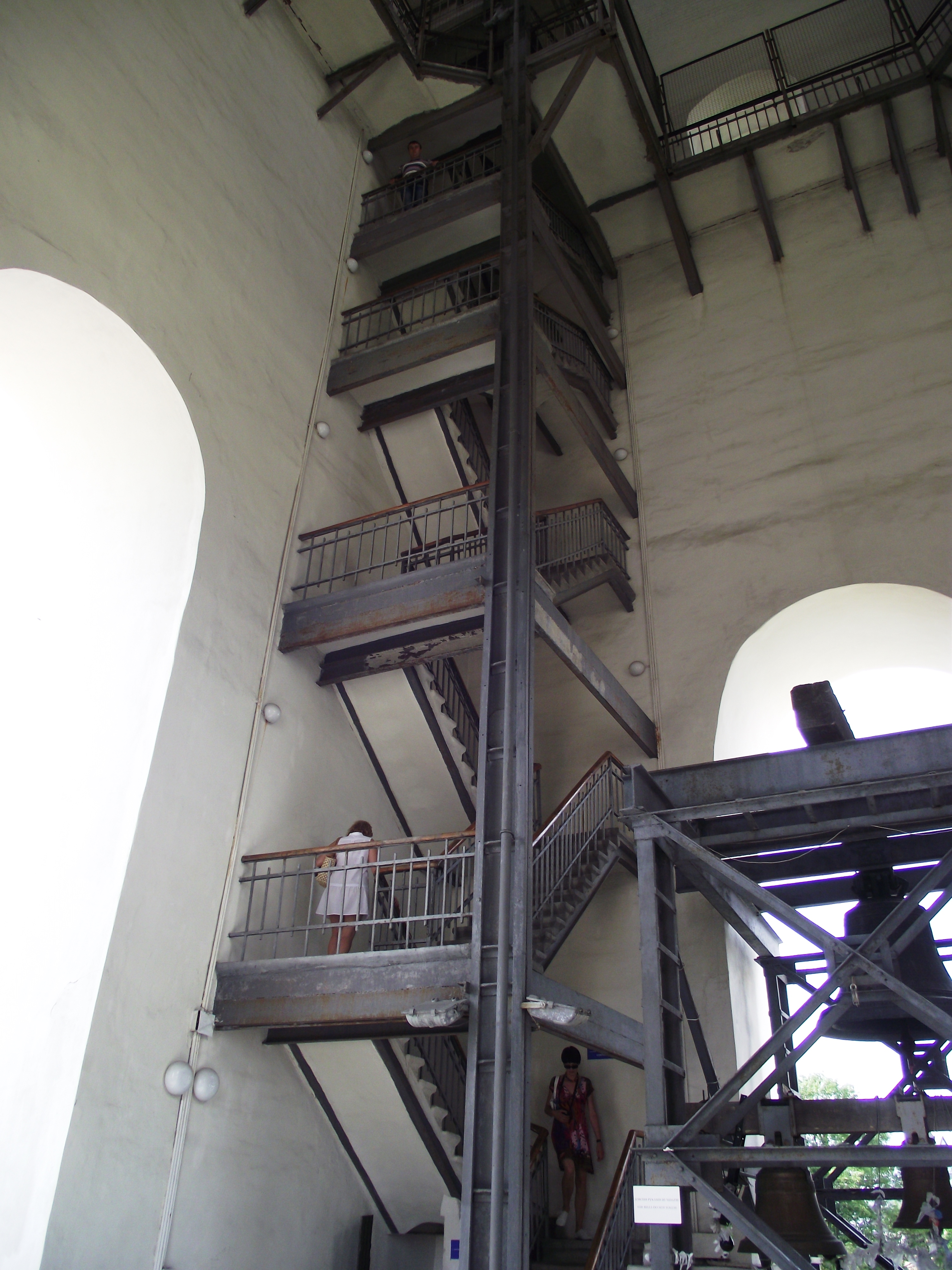
Сходи на третій ярус
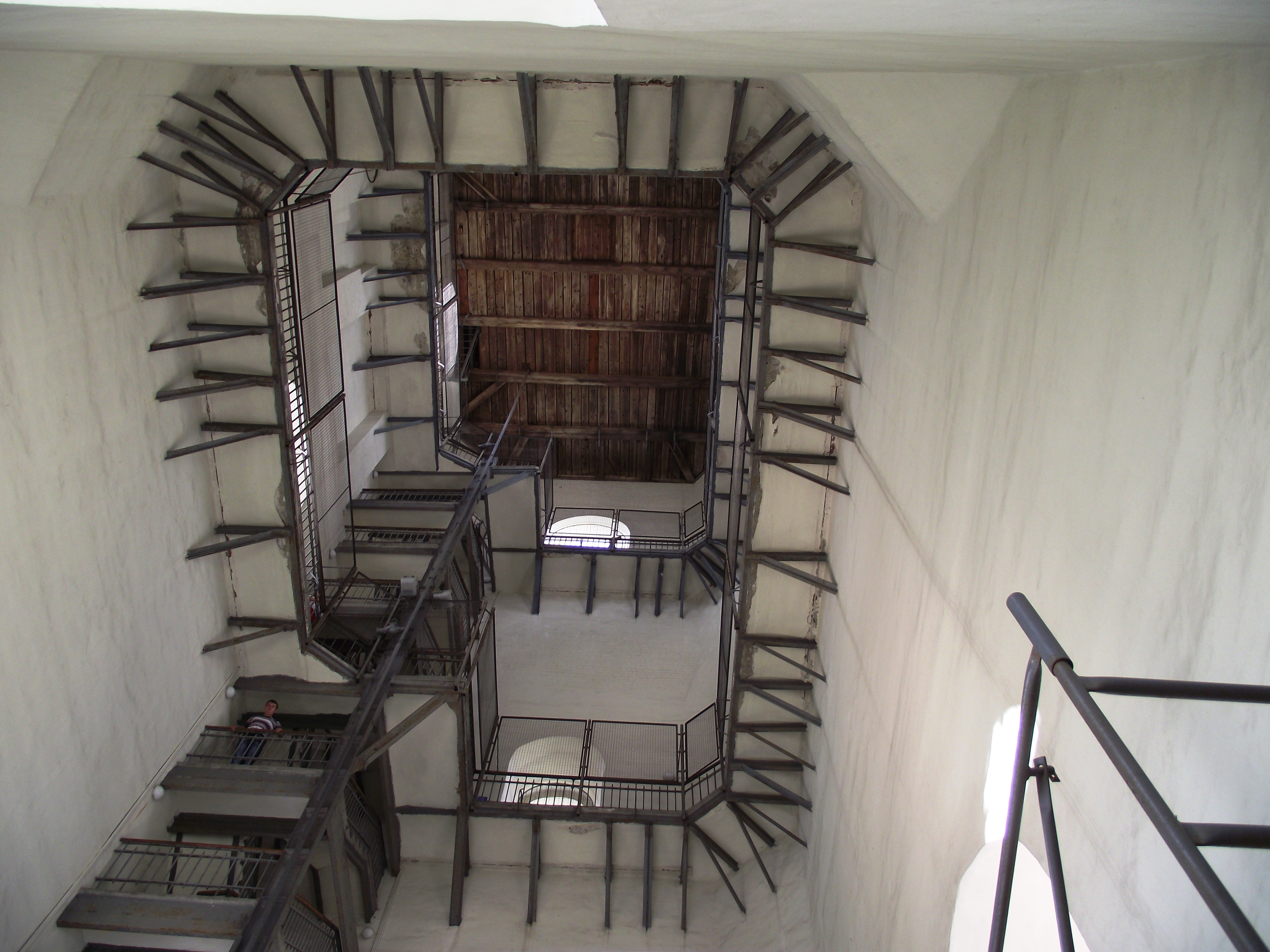
Вид вгору з другого на вищі яруси, можна помітити оглядові майданчики на 3 та 4 ярусах
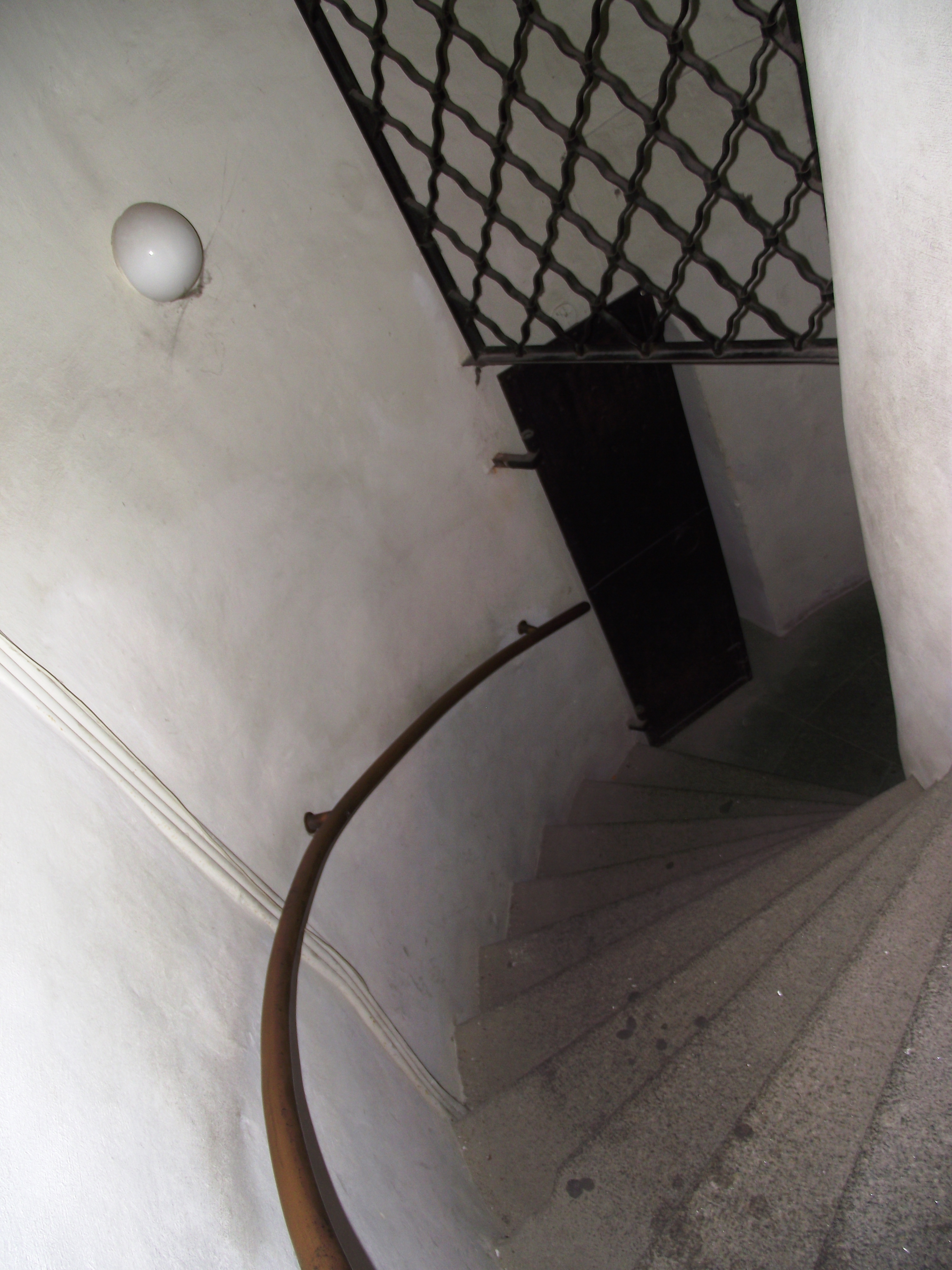
Ґвинтові сходи в першому ярусі
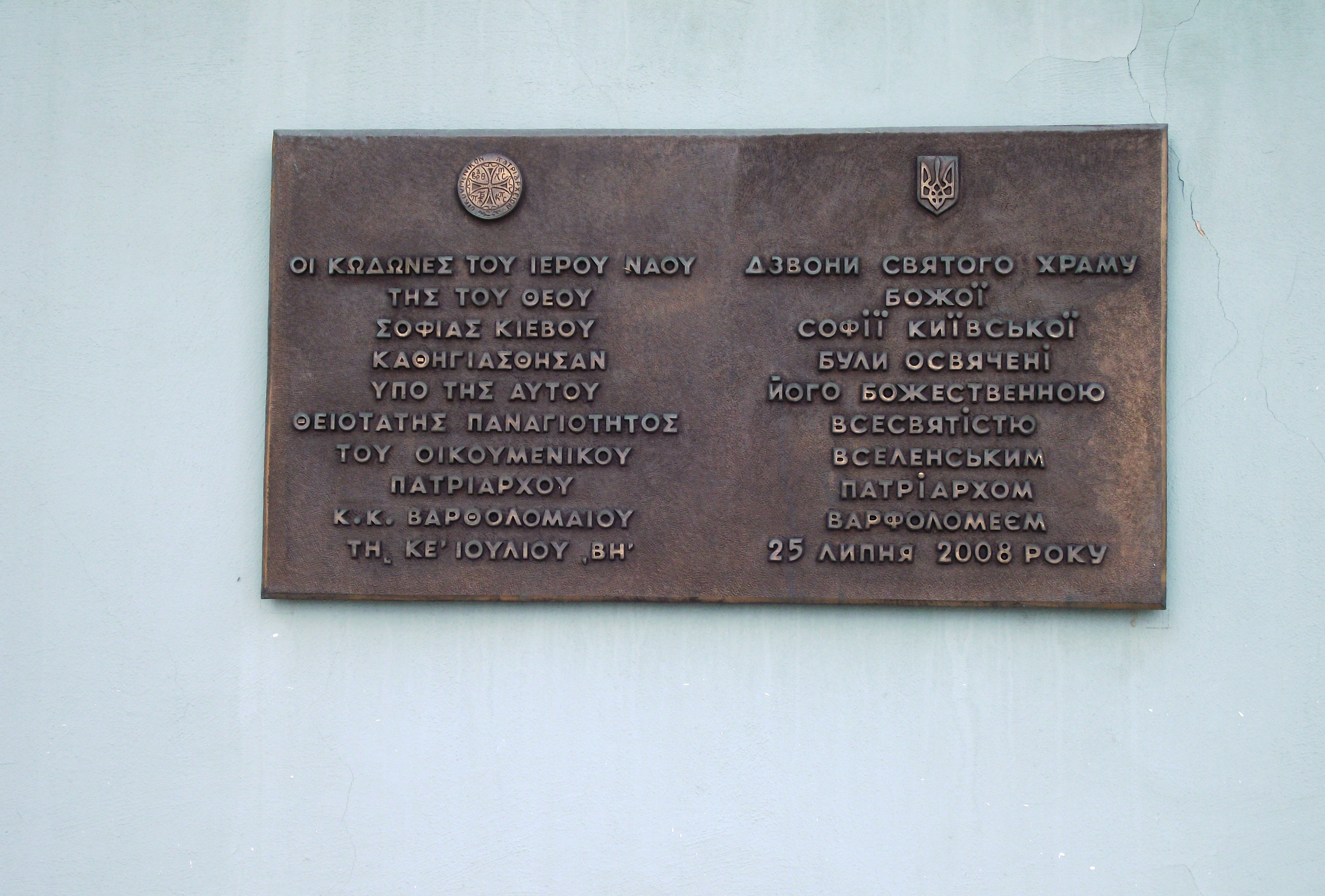
Меморіальна дошка на згадку про освячення дзвонів Патріархом Варфоломієм
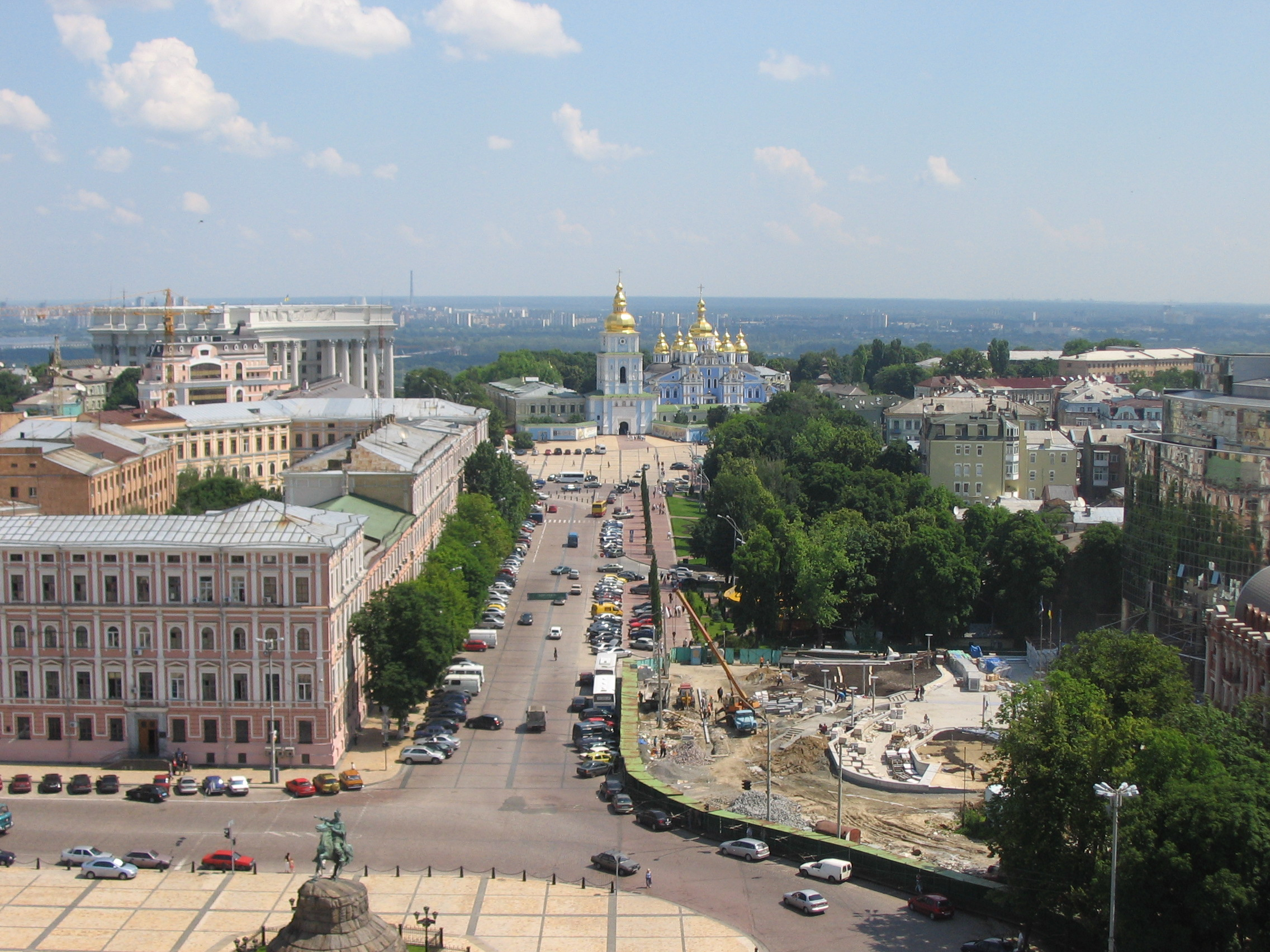
Панорама із дзвіниці в бік Михайлівського собору
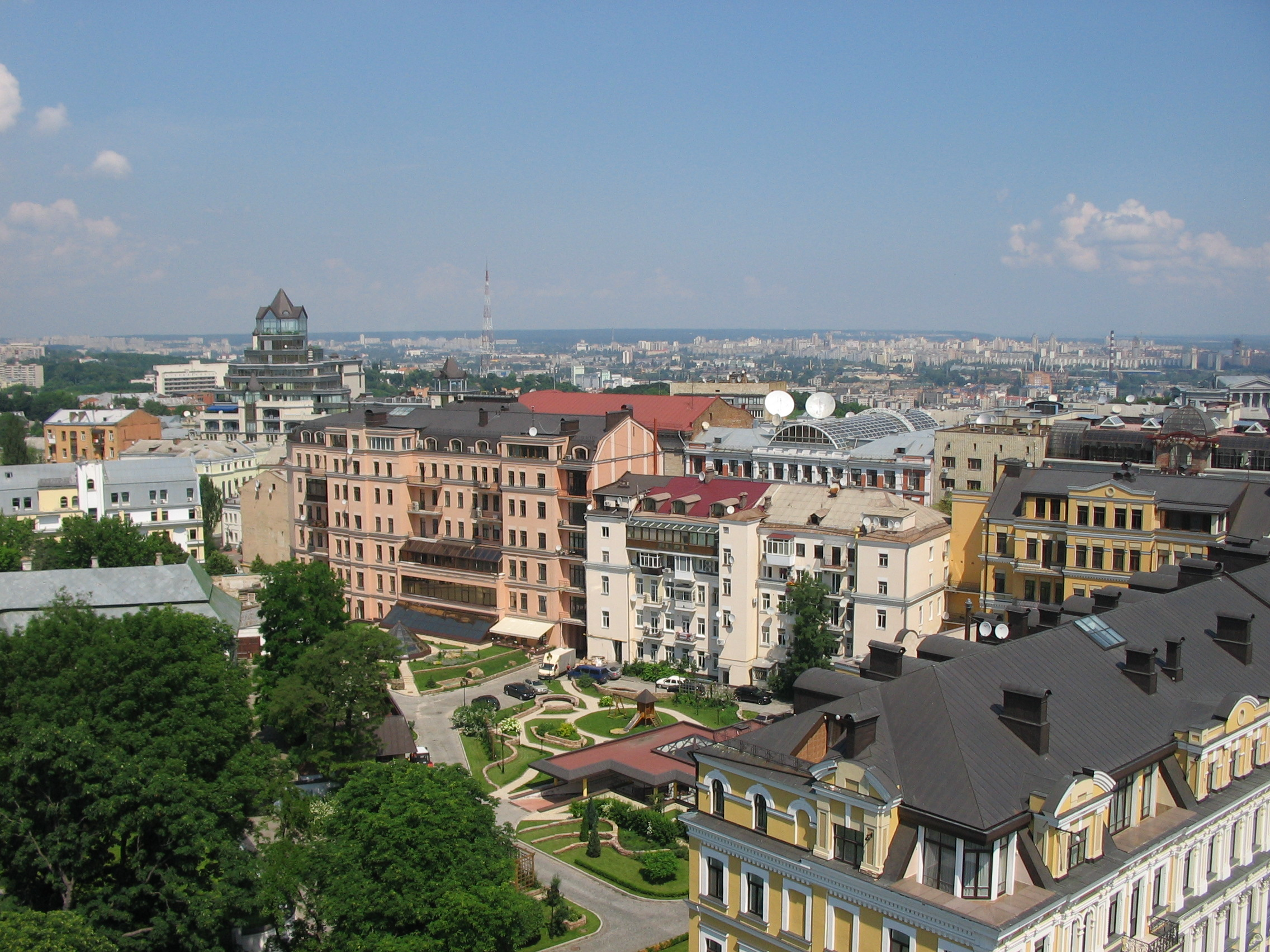
Панорама із дзвіниці в бік Великої Житомирської вулиці
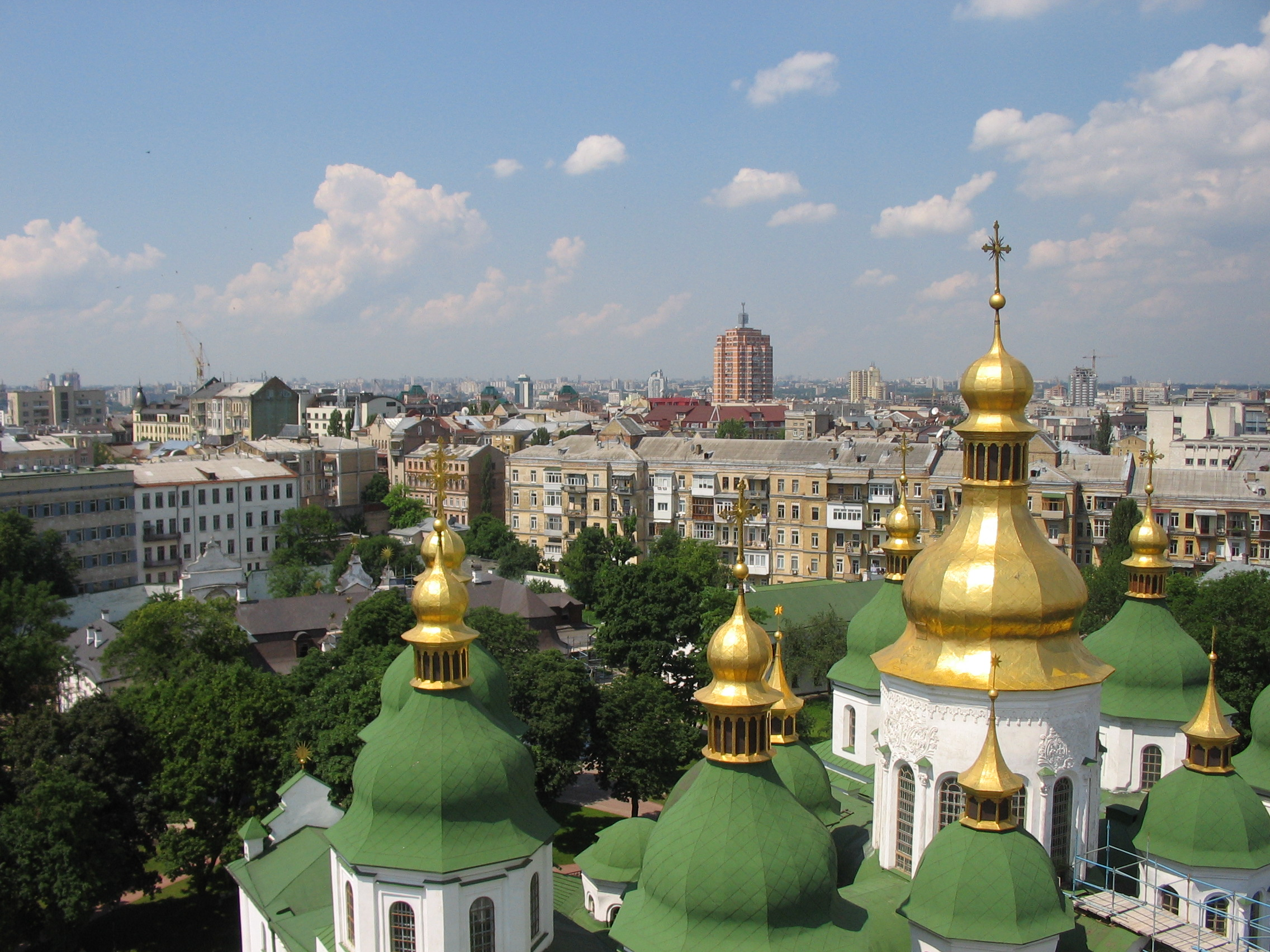
Панорама із дзвіниці в бік Софійського собору
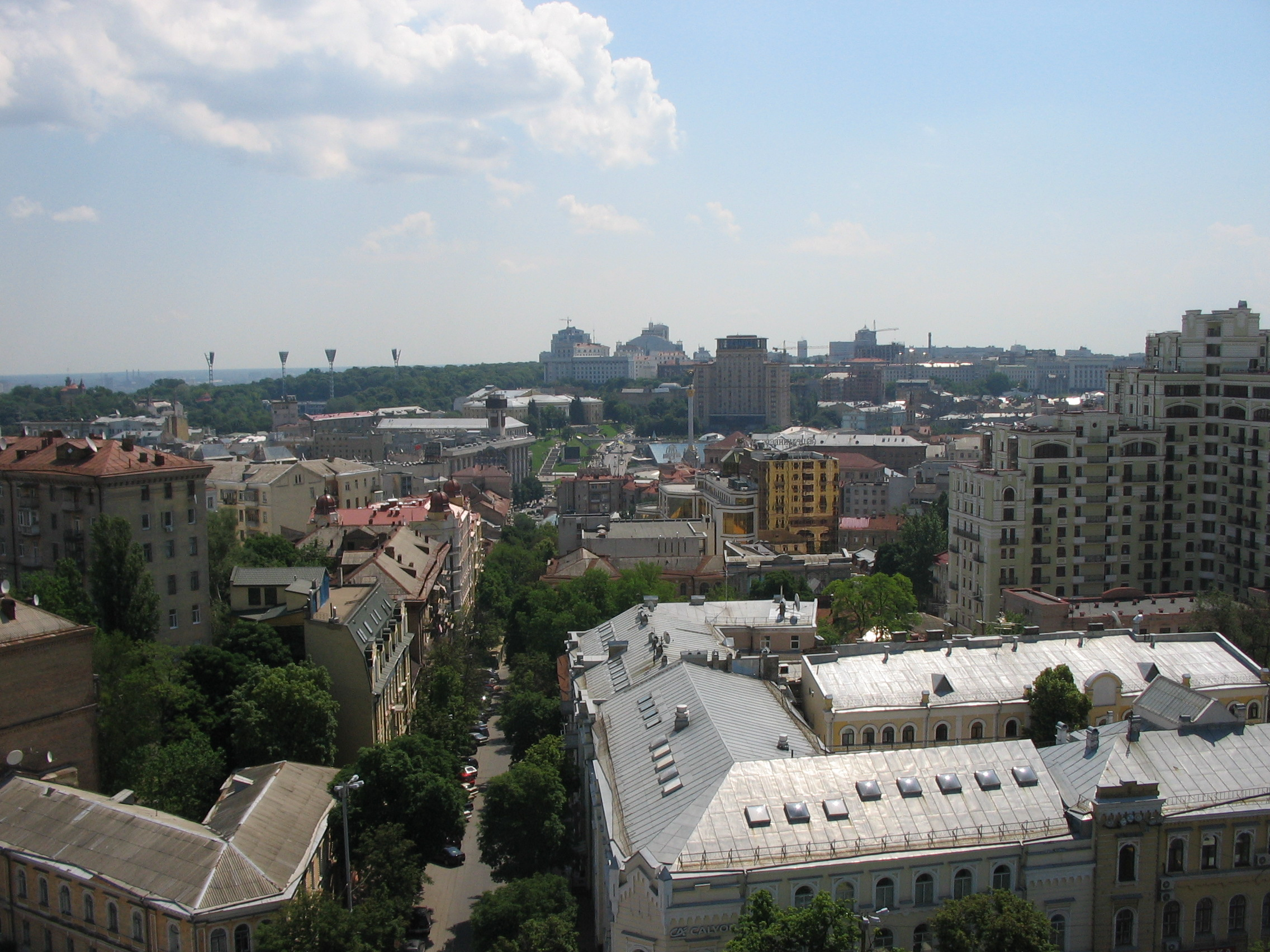
Панорама із дзвіниці в бік Майдану Незалежності